# Історія автомобіля
Історія першого автомобіля почалася з XVIII століття, а саме з появою перших парових машин, які використовували для військових потреб. Зацікавленість у машинах призвела до винайдення нових технологій та їх швидкого розвитку на початку XIX та впродовж всього XX століття. У цей час було винайдено двигун внутрішнього згоряння, повний привод, систему впорскування палива, ручні гальма, коробку передач та навіть електромобіль, який через замалу популярність повністю зник з поля зору до початку XXI століття, коли знову виникла зацікавленість в екологічно чистому транспорті. Самі ж автомобілі стали використовувати для перевезення пасажирів та набули великої популярності у всьому світі, особливо завдяки виробникам «Великої трійки» (GM, Ford і Chrysler).
Перший автомобіль в Україні з'явився в 1891 році в Одесі, його власником був видавець і редактор «Одеського листка» Василь Васильович Навроцький.

## Хронологія історії автомобілів

### Першопрохідці

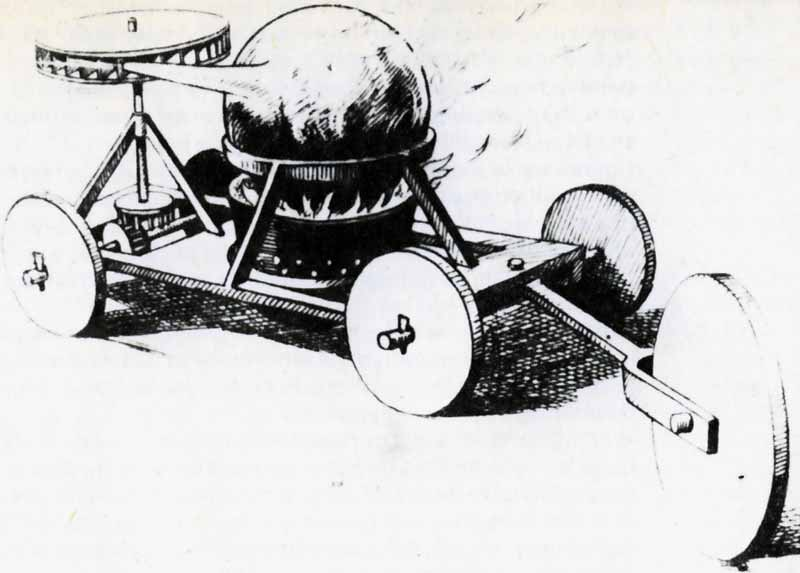
Парова машина Фердинанда Вербіста (1678 рік)

Прообразом першого автомобіля стала самохідна іграшка для китайського імператора, створена членом єзуїтської громади в Китаї Фердинандом Вербістом близько 1672 року.
Німецький інженер Карл Бенц, винахідник безлічі автомобільних технологій, вважається винахідником сучасного автомобіля. Чотиритактний бензиновий двигун внутрішнього згоряння, який представляє найпоширенішу форму сучасного самохідного руху, був розроблений німецьким винахідником Ніколаусом Отто. Подібний чотиритактний дизельний двигун був також винайдений німцем Рудольфом Дизелем. Також однією з технологій є водневий паливний елемент, як заміна для бензину, був винайдений німцем Крістіан Фрідріх Шенбейн у 1838 році. Автомобіль на електричній батареї завдячує своєю появою одному з винахідників електродвигуна угорцю Єдлик Аньошу та створеному у 1859 році свинцево-кислотному акумулятору Гастона Планте.
Першим українським автомобілем став автобус, створений у механічній майстерні інженера В. Н. Стасюлевича у 1909 році.

## Перші автомобілі

### Парові автомобілі

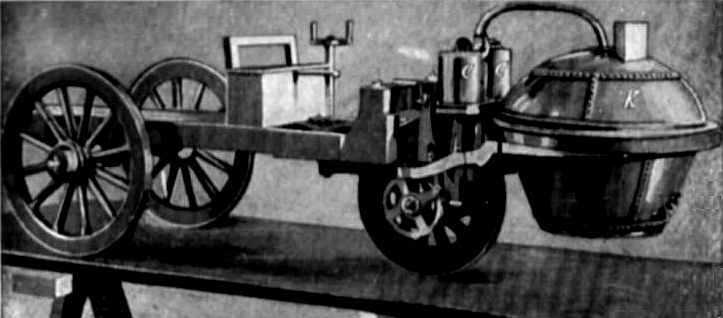
Модель парової машини Кюньо (1871 року)

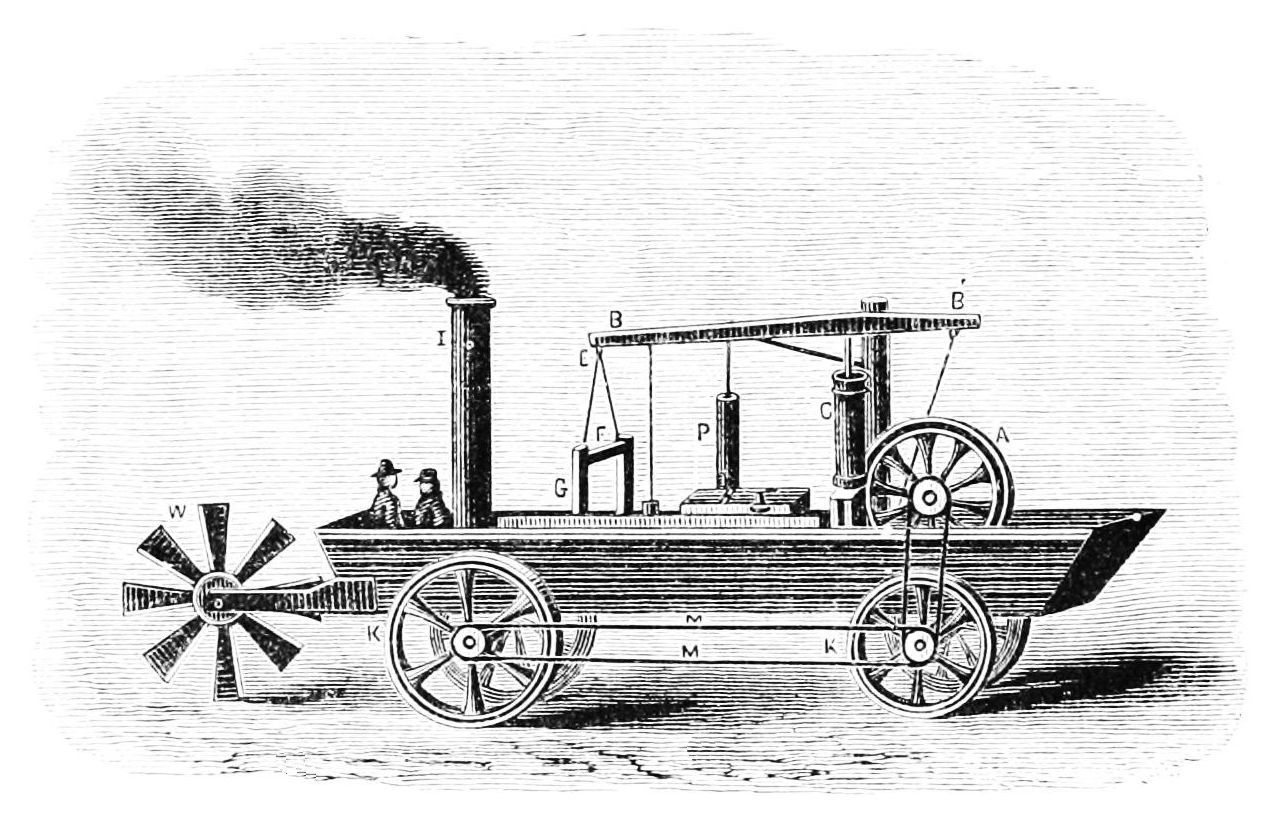
Перший американський автомобіль

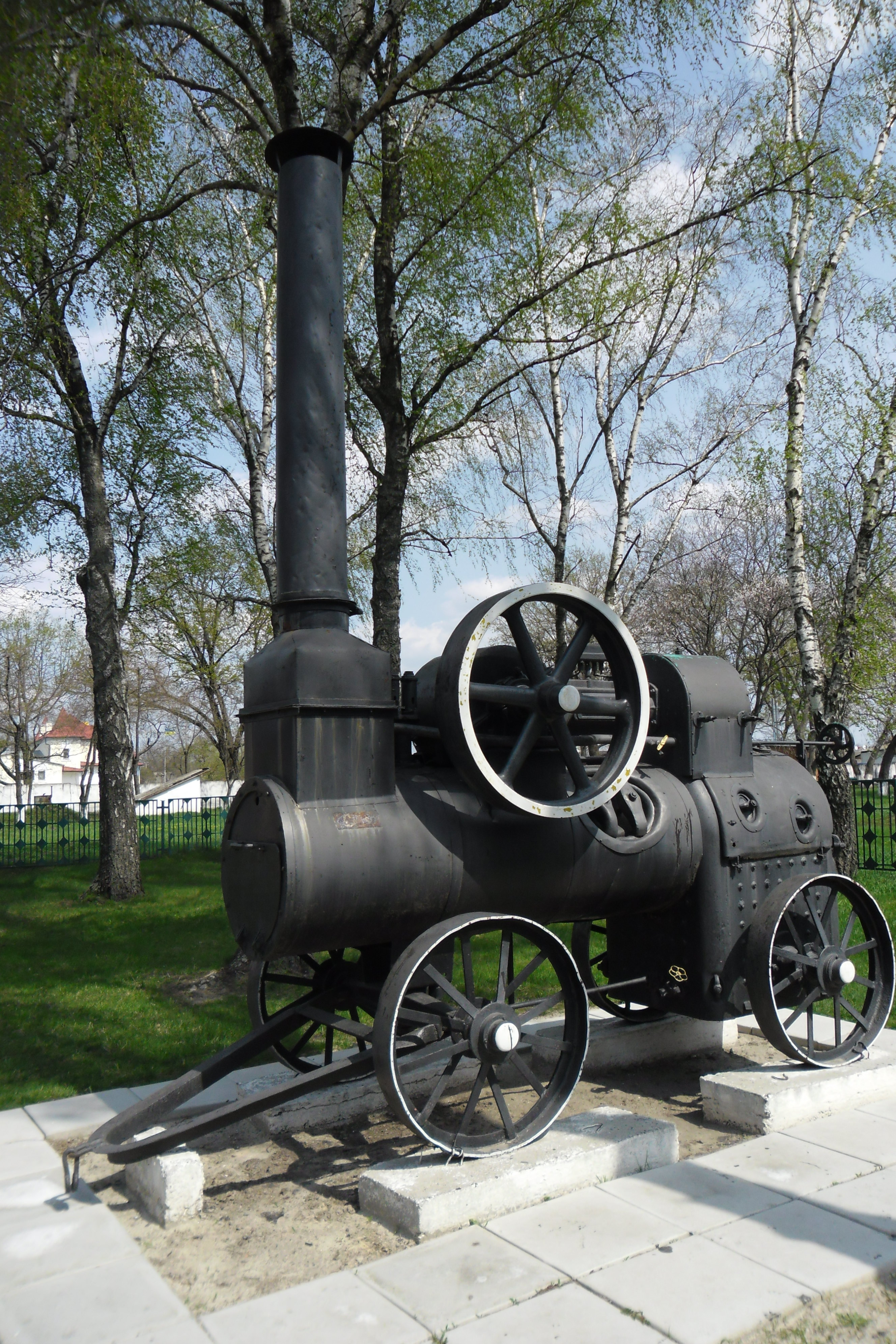
Паровий автомобіль («Парова машина»). Музей м. Диканька.

Вважається, що перші парові самохідні машини були розроблені ще наприкінці XVIII століття. У 1770 і 1771 роках Ніколя-Жозеф Кюньо продемонстрував свій експериментальний артилерійський тягач на паровій тязі (фр. fardier à vapeur). Конструкція Кюньо виявилася непрактичною і не розвивалася в його рідній Франції, а центр інновацій перейшов до Великої Британії. 1784 року Вільям Мердок у Редруті побудував робочу модель парової карети, а в 1801 році Річард Тревітік уже їздив на повнорозмірній машині по дорогах Кемборна. Такі машини в той час були у моді, і протягом наступних десятиліть були розроблені такі нововведення, як ручне гальмо, багатоступенева трансмісія і поліпшене кермове управління. Деякі були комерційно успішні в забезпеченні громадського транспорту, поки громадський спротив не виступив проти цих занадто швидких машин та спричинив прийняття в 1865 році закону «Locomotive Act», який вимагав, щоб на громадських дорогах Великої Британії перед самохідними машинами йшов чоловік, розмахуючи червоним прапором і дуючи у сигнальну дудку. Цей закон придушив розвиток дорожнього автотранспорту практично на всю решту XIX століття. Усі результати зусиль інженерів і винахідників були кинуті на залізничні локомотиви. Закон не скасовувався аж до 1896 року, хоча необхідність у червоному прапорі була усунена в 1878 році.
Перший патент на автомобіль у Сполучених Штатах було видано Оліверу Евансу в 1789 році.:сторінка 27 Еванс продемонстрував свою першу успішну самохідну машину, яка була не тільки першим автомобілем у США, але також і першою машиною-амфібією (оскільки була здатна пересуватися на колесах по землі і за допомогою лопатей на воді).
У 1815 році професором Празької політехнічної школи Юзефом Божеком була зібрана парова машина на рідкому паливі:сторінка 27, а в 1838 році Волтером Хенкоком чотиримісний паровий фаетон.:сторінка 27 У 1867 році канадець Генрі Сет Тейлор на ярмарку в Станстед продемонстрував свій паровий баггі. У 1873 році французький винахідник Амадей Болле зібрав чотириколісний пасажирський автомобіль.

### Електромобілі

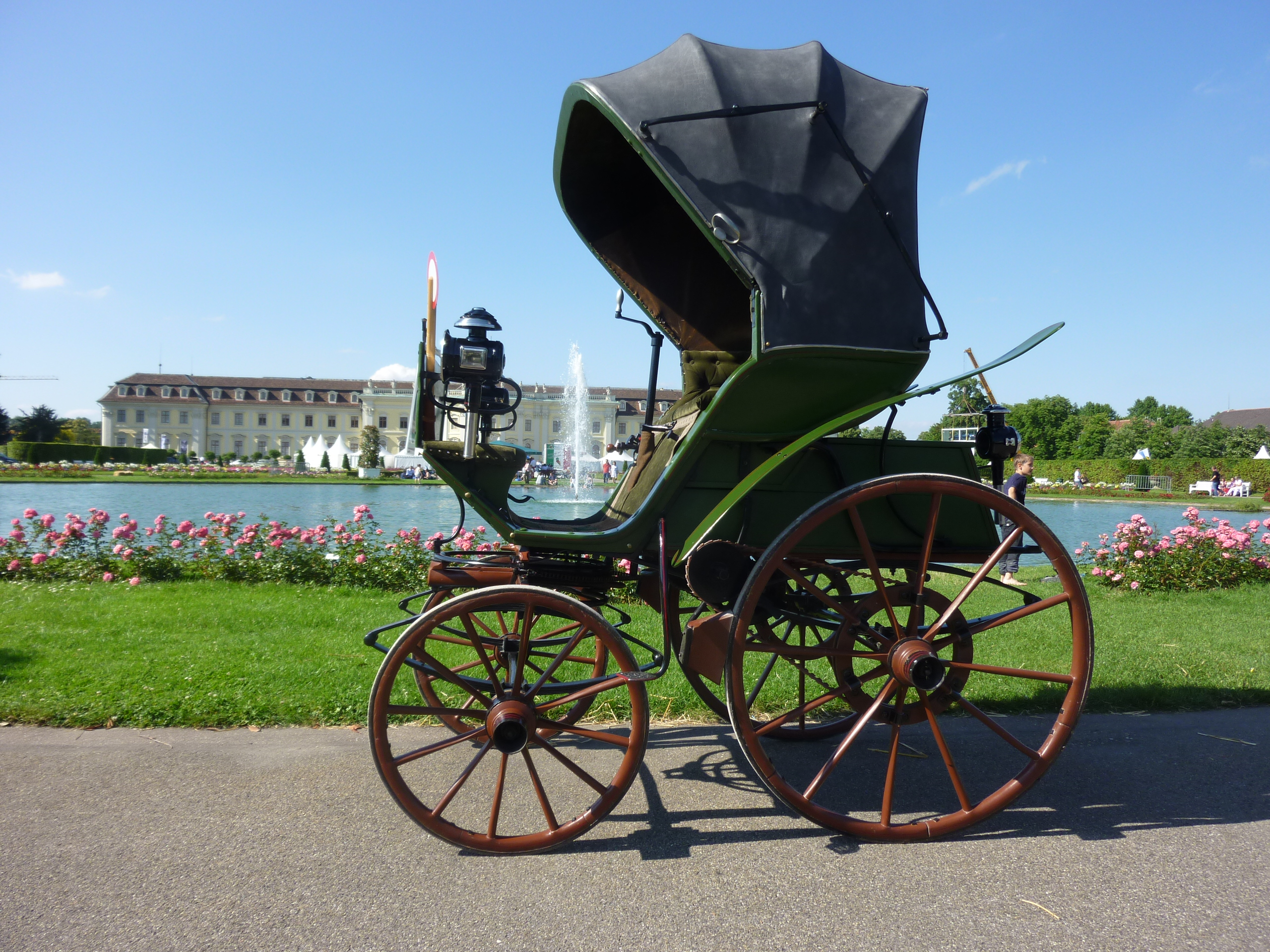
Flocken Elektrowagen вважається першим електромобілем

У 1828 році угорець Єдлик Аньош, який винайшов ранній тип електродвигуна, створив мініатюрну модель автомобіля, що приводиться в рух за допомогою його нового двигуна. У 1834 році винахідник першого електродвигуна постійного струму, коваль штату Вермонт, Томас Девенпорт встановив свій мотор у маленьку модель машини, якою він оперував на кільцевому електрифікованому треку, а у 1837 році отримав патент на перший електромобіль. У 1835 році голландський професор міста Гронінген Сібрандус Стретін і його помічник Крістофер Беккер створили невелику електричну машину, що приводиться в рух неперезарядженими первинними елементами. 1838 року шотландець Роберт Девідсон розробив електричний локомотив, який досягав швидкості 6 км/год (4 милі/год). В Англії в 1840 році було надано патент за використання рейкових шляхів як провідника електричного струму, а подібні американські патенти були також видані в 1847 році Лиллей і Колтен. Приблизно в період між 1832 і 1839 роком громадянин Шотландії Роберт Андерсон винайшов першу грубу електричну карету, що приводиться в рух неперезарядженими первинними електричними елементами.
У 1888 році німецький винахідник Андреас Флокен створив перший електромобіль у світі — Flocken Elektrowagen.
Перші електромобілі були популярні на початку XIX століття, тому що були зручніші на відміну від бензинових та парових. Але швидкий розвиток двигуна внутрішнього згоряння та введення нових технологій, а також розвиток нафтопереробної промисловості повністю витіснили електромобілі. У XXI столітті, через забруднення навколишнього середовища бензиновими автомобілями, повернулися до цієї технології як до екологічно чистої та перспективної.

### Двигун внутрішнього згоряння

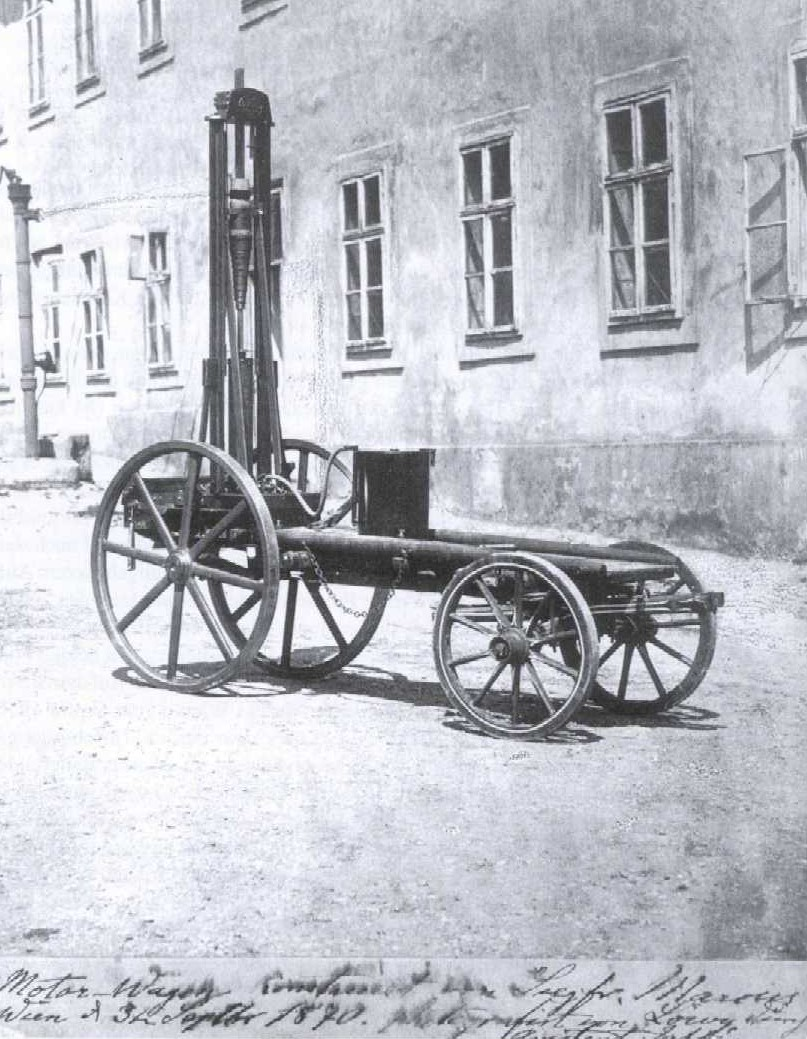
«Перша машина Маркуса» (1870)

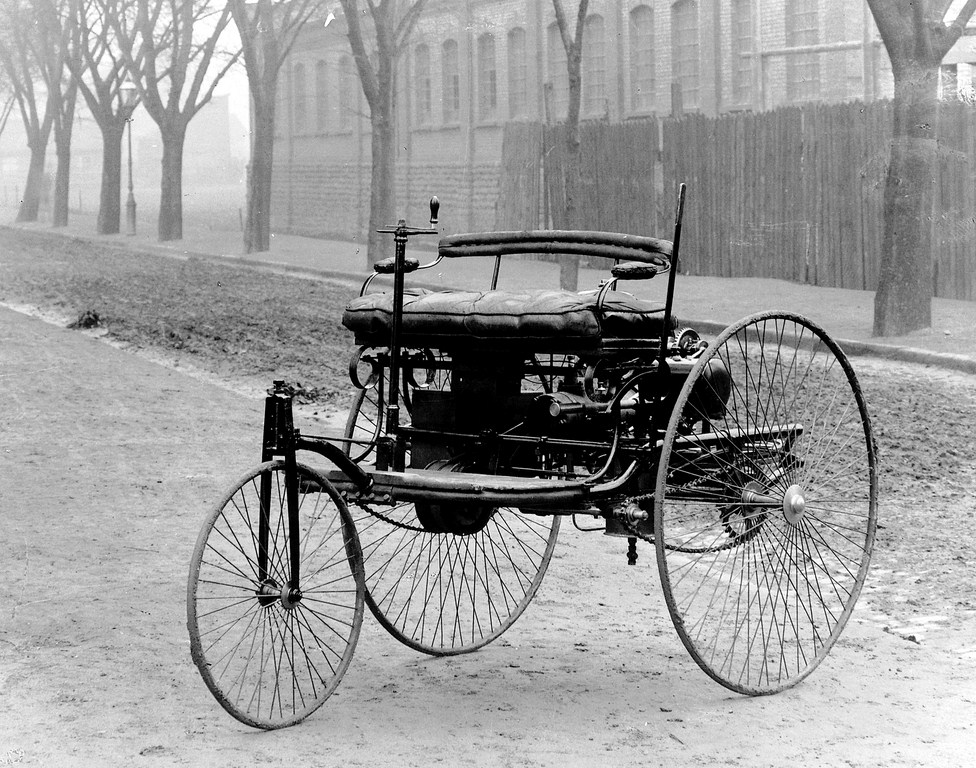
Benz Patent-Motorwagen (1885)

Перші спроби виготовлення і використання двигунів внутрішнього згоряння були ускладнені через відсутність відповідного виду палива, особливо рідкого, а ранні двигуни використовували газову суміш.
Перші експерименти з використанням газів були проведені швейцарським інженером Франсуа Ісааком де Рівасом у 1806 році, який зібрав двигун внутрішнього згоряння, що працював на воднево-кисневій суміші, і англійцем Семюелем Брауном у 1826 році, який експериментував з власним двигуном на водневому паливі в ролі транспортного засобу до Шутерс Хілл (англ. Shooters Hill), південно-східний Лондон. Гіппомобіль бельгійця Етьєна Ленуара з одноциліндровим двигуном внутрішнього згоряння на водневому паливі зробив тестовий пробіг із Парижа в Жуенвіль-ле-Пон в 1860 році, покриваючи близько дев'яти кілометрів приблизно за три години. Пізня версія працювала на коксовому газі. Автомобіль Деламар-Дебутевіля був запатентований і випробуваний в 1884 році.
Близько 1870 року у Відні, Австрія (тоді Австро-Угорська імперія) винахідник Зігфрід Маркус помістив рідинний двигун внутрішнього згоряння на простий візок, що зробило його першою людиною, яка використала транспортний засіб на бензині. Сьогодні цей автомобіль знаний як «перша машина Маркуса». У 1883 році Маркус отримав німецький патент на низьковольтну систему запалювання типу магнето. Це його перший автомобільний патент. Ця технологія була використана в усіх подальших двигунах, у тому числі в чотиримісній «другій машині Маркуса» в 1888-89 роках. Запалювання в поєднанні з «роторними щітками карбюратора» зробили конструкцію другого автомобіля інноваційною.
Перший автомобіль, який реально використовували, з бензиновим двигуном сконструювали одночасно декілька незалежних німецьких винахідників. Карл Бенц побудував свій перший автомобіль у 1885 році в Мангаймі. Бенц отримав патент на свій автомобіль 29 січня 1886 року і почав перший випуск автомобілів у 1888 році, після того як його дружина Берта Бенц показала за допомогою першої міжміської поїздки від Мангайма до Пфорцгайма і назад у серпні 1888 року, що безкінні екіпажі цілком підходять для повсякденного використання. З 2008 року ця подія відзначена Меморіальною трасою імені Берти Бенц.
Незабаром, у 1889 році в Штутгарті Готтліб Даймлер і Вільгельм Майбах сконструювали з нуля автомобіль, щоб він не був схожий на карету, оснащену двигуном. Також їм приписують винайдення першого мотоцикла в 1885 році, але в 1882 році Енріко Бернарді з Падуанського університету запатентував одноциліндровий бензиновий мотор об'ємом 122 см³ і встановив його на триколісний велосипед свого сина, що дозволяє розглядати його як мінімум кандидатом на винахід першого мотоцикла. У 1892 році Бернарді збільшив трицикл так, що він був здатний перевозити двох дорослих осіб.:сторінка 26
Один з перших чотириколісних автомобілів у Британії, що працює на бензині, був побудований у Бірмінгемі в 1895 році Фредеріком Вільямом Ланчестером, ним же було запатентоване дискове гальмо. Перший електричний стартер був встановлений на Arnold, адаптація Benz Velo, який випускався з 1895 по 1898 роки.:сторінка 25
Через всю метушню було забуто багато першопрохідців. Джон Вільям Ламберт з Огайо в 1891 році побудував триколісний автомобіль, який згорів у тому ж році. А Генрі Надінг з Аллентауна, Пенсільванія, сконструював чотириколісний. Досить імовірно, що таких винахідників було більше.:сторінка 25

## Епоха Ветеранів

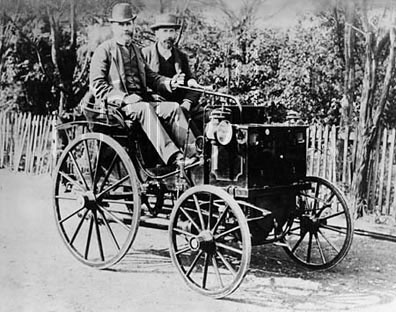
Panhard et Levassor (1890—1895)

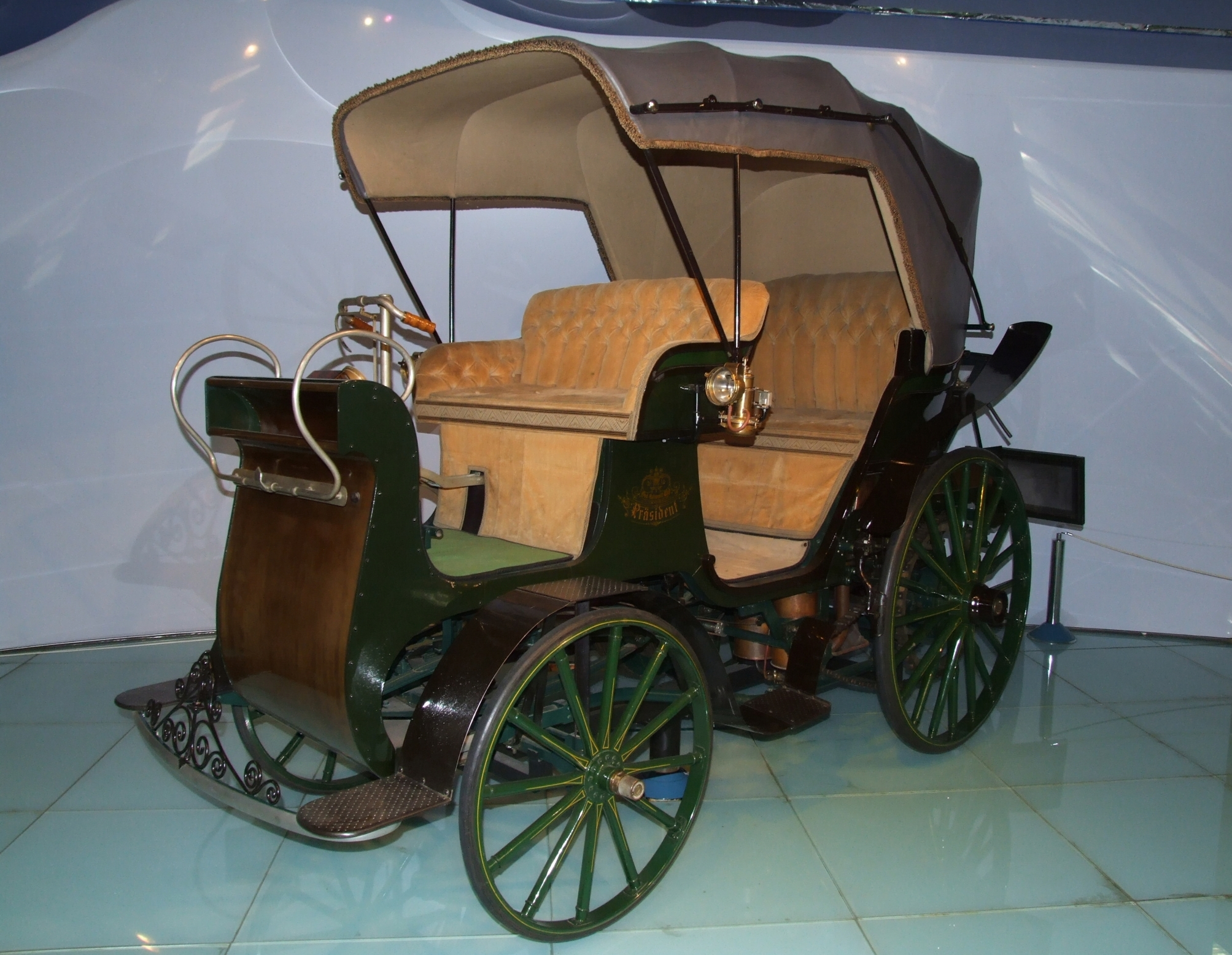
Репродукція Präsident у заводському музеї Tatra

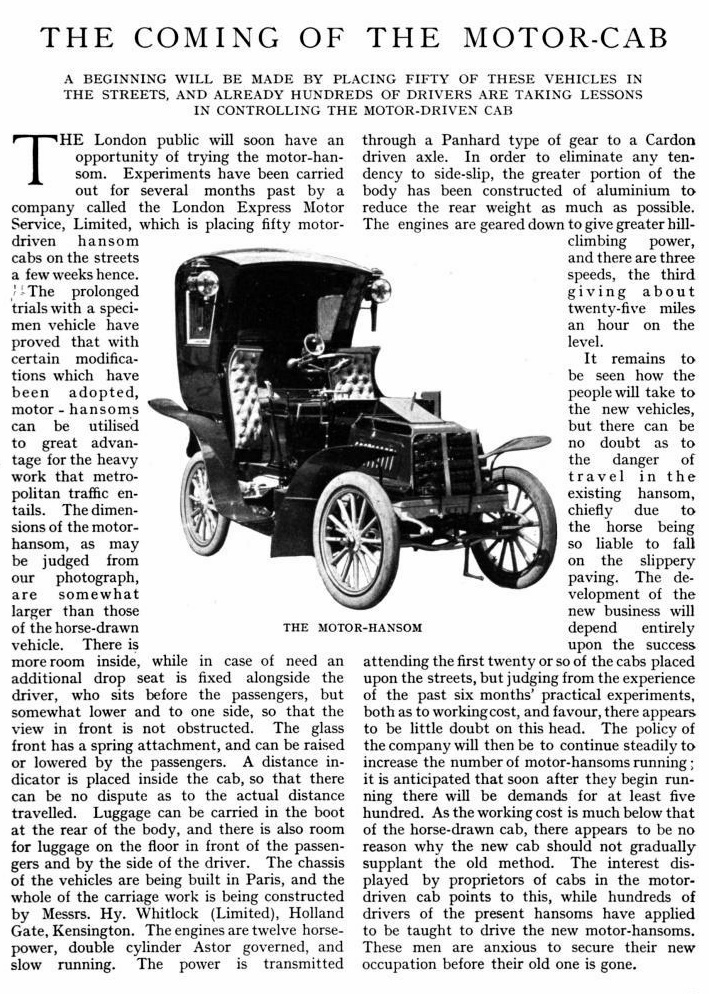
Стаття у журналі «World's work» (1903)

Перше виробництво автомобілів було засновано в 1888 році в Німеччині Карлом Бенцом і, за ліцензією Бенца, Емілем Роже у Франції. Також було безліч інших, у тому числі виробники трициклів Рудольф Егг, Едвард Батлер і Леон Болле.:сторінки 20-23 Трицикл Болле, із двигуном власної розробки (об'ємом 650 см³), під керуванням водія Жаміна зміг розвинути середню швидкість 45 км/год на ралі «Париж-Турвіль» 1897 року.:сторінка 23 До 1900 року масове виробництво автомобілів почалося у Франції та США.
Першою компанією, створеною виключно для виробництва автомобілів, у 1889 році стала французька «Panhard & Levassor» (фр. Panhard et Levassor), яка також першою застосувала чотирициліндровий двигун.:сторінка 22 За нею пішов «Peugeot» двома роками пізніше. До початку XX століття в Західній Європі почався підйом автомобільної промисловості, особливо у Франції, де в 1903 році було зібрано 30 204 автомобілі, що склало 48,8 % всього обсягу виробництва автомобілів у світі. Перший автомобіль, Nesselsdorf Präsident, Центральної Європи був випущений у 1897 році чеською компанією «Nesselsdorfer Wagenbau» (пізніше перейменовано в Tatra).
У 1893 році в США брати Чарльз і Френк Дюре заснували першу американську компанію з виробництва автомобілів «Duryea Motor Wagon Company». Однак на цьому етапі виробництва автомобілів домінував Ренсом Елі Олдс та його компанія «Olds Motor Vehicle Company» (пізніше знана як «Oldsmobile»). Його великомасштабна потокова лінія була запущена в 1902 році. Другою компанією в серійному виробництві стала «Thomas B. Jeffery Company», яка виробила та продала 1 500 Rambler, які склали 1/6 виробництва легкових автомобілів у США. У цьому ж році автомобілі марок Cadillac («Henry Ford Company»), Winton («Winton Motor Carriage Company») та Ford («Ford Motor Company») випускали тисячами. The Autocar Company, заснована в 1897 році, створила ряд інновацій, які використовують до сьогодні, та залишається найстарішим виробником транспортних засобів у США.
Протягом декількох років сотні виробників з усього західного світу стали випускати автомобілі з неймовірною кількістю різних технологій. Парові, електричні та бензинові автомобілі конкурували десятиліття, поки в 1910-х бензинові двигуни внутрішнього згоряння не стали домінантними. Розроблялися автомобілі з двома і навіть чотирма двигунами, а об'єм двигунів досягав дюжини літрів. У цей період було випробувано і відкинуто багато сучасних розробок, у тому числі газові та електричні гібриди, багатоклапанні двигуни, двигуни з розподільними валами, повнопривідний автомобіль.
У 1898 році Луї Рено встановив на De Dion-Bouton приводний вал і диференціал з конічними шестернями, створивши «перший в історії хот-род». Це дозволило Луї і його братам зайняти своє місце в автомобільній промисловості. За відсутності будь-яких чітких стандартів щодо архітектури автомобіля, типу кузова, матеріалів і управління, винаходи з'являлися дуже швидко і неорганізовано. Багато автомобілів цієї пори використовували румпель замість кермового управління, а також більшість з них пересувалися з фіксованою швидкістю. 1903 року Rambler був стандартизований на кермовому управлінні та з місцем водія на лівій стороні транспортного засобу. Ланцюговий привод був поширеніший, ніж карданний вал, а закриті кузови були вкрай рідкісні. 1902 року Renault став встановлювати барабанні гальма. У наступному році голландський виробник «Spyker» побудував перший повнопривідний спортивний автомобіль. Цей автомобіль ніколи не брав участі у змаганнях, а до 1965 року в серійному виробництві повнопривідних спортивних автомобілів ніхто не виробляв.
Інновації не обмежилися транспортними засобами. Збільшення числа автомобілів прискорило зростання нафтової промисловості, а також розвиток технології виробництва бензину (замість гасу і рідкого палива з вугілля), а також розвиток термостійких мінеральних мастильних матеріалів (замість рослинних і тваринних жирів).
Також були соціальні ефекти. Про автомобілі складали пісні, такі як «In My Merry Oldsmobile» (ця традиція ще досі триває). У 1896 році Вільям Дженнінгс Брайан став першим кандидатом в президенти, який проводив передвиборчу кампанію в Декейтері, штат Іллінойс із автомобіля (подарованому «Mueller»). У 1899 році Джейкоб Герман почав традицію для нью-йоркських таксистів, розігнавшись по Лексінгтон-авеню до «відчайдушної» швидкості 19 км/год (12 миль/год). У цьому році Акрон, Огайо, ухвалив перший самохідний поліцейський фургон для перевезення ув'язнених.
До 1900 року вже можна було говорити про національну автомобільну промисловість у багатьох країнах, у тому числі у Бельгії («Vincke», яка виготовляла копію Benz; «Germain» — псевдо-Panhard; «Linon» і «Nagant», обидва засновані на «Gobron-Brillié»), Швейцарії (провідні виробники «Fritz Henriod», «Rudolf Egg», «Saurer», «Johann Weber», і «Lorenz Popp»), Швеції («Vagnfabrik AB»), Данії (Hammelvognen), Норвегії («Irgens»), Італії (FIAT), і навіть у Австралії, де «Pioneer» відкрив у 1898 році майстерню з виробництва застарілих моделей фургона, який працював на парафіно-бензиновому двигуні. Тим часом, Koch почав постачання автомобілів і вантажівок з Парижа в Туніс, Єгипет, Іран і Голландську Ост-Індію.:сторінка 25
5 листопада 1895 року в США Джордж Селден отримав патент на двотактний двигун автомобіля. Цей патент більше заважав, ніж сприяв розвитку автомобілів у США. Більшість великих американських компаній були ліцензовані патентом Селдена і були змушені платити за кожен вироблений автомобіль. Брати Студебейкер, ставши провідним виробником кінних транспортних засобів у світі, перейшли до виробництва електричних автомобілів у 1902 році і до бензинових двигунів у 1904 році, але при цьому продовжували виробляти кінний транспорт до 1919 року. У 1908 році в Перу був збудований перший південноамериканський автомобіль.
Протягом ери ветеранів автомобілі розглядалися більше як модні новинки, ніж по-справжньому корисний пристрій. Виходили з ладу дуже часто, паливо було нелегко дістати, придатних для пересування на автомобілях доріг було мало, а швидкий розвиток галузі означав, що однорічний автомобіль практично нічого не був вартий. Вирішальними подіями, що довели корисність автомобіля, стали: заїзд Берти Бенц 1888 року на велику дистанцію (вона проїхала більше 80 км (50 миль) від Мангейма до Пфорцгайма, щоб продемонструвати потенціал транспортних засобів, які виробляв її чоловік Карл Бенц), і успішний трансконтинентальний заїзд Гораціо Нельсона Джексона, який перетнув США в 1903 році.

## Латунна або Едвардіанська епоха
В основному цю еру називають Едвардіанською, але також отримала назву латунна, через поширене застосування латуні в США. Латунна епоха тривала приблизно з 1905 року до початку Першої світової війни в 1914 році. 1905 рік став вершиною в розвитку автомобіля, відзначивши момент, коли більше автомобілів стало продаватися не ентузіастам, а звичайним споживачам.
Протягом приблизно 10 років, які становлять цю еру, будуть виділені різноманітні експериментальні розробки і альтернативні двигуни. Хоча сучасний туринговий автомобіль був винайдений раніше, але тільки з широким розповсюдженням системи Панара-Льовассора з'явилися впізнавані і стандартизовані автомобілі. Специфікація цієї системи передбачала задньопривідний автомобіль з двигуном внутрішнього згоряння, розташованим спереду, і шестеренчасту трансмісію. Традиційні, схожі на карети, транспортні засоби були швидко забуті, а шкіряні та дерев'яні кузови поступилися місцем кузовам зі входом ззаду та іншим дешевшим кузовам.
Розвиток автомобілебудування у цю еру був швидким, частково завдяки існуванню сотень дрібних виробників, які змагалися за увагу світу. Основні розробки цього періоду — це електрична система запалювання (мотор-генератор на Arnold у 1898 році), незалежна підвіска (насправді створена Bollée в 1873) і гальма на всі чотири колеса (шотландська Arrol-Johnston Company у 1909). Для підвіски широко використовували ресори, хоча все ще застосовували безліч інших систем. Сталь замінила посилене дерево в конструкції шасі. Коробка передач і управління подачею палива, що дозволило рухатися з різною швидкістю, хоча автомобілі в більшості своїй мали дискретний набір швидкостей, а не нескінченно змінну систему, знайому по автомобілях більш пізніх періодів. Вперше з'явилося захисне скло, запатентоване Джоном Вудом в Англії в 1905 році (не стало стандартним обладнанням до появи Rickenbacker в 1926 році).
На піку популярності в США між 1907 і 1912 роками вироблялися моторні баггі з великими колесами (нагадували кінні вози до 1900 року). Їх виробляло більше 75 компаній, в тому числі Holsman (Чикаго), IHC (Чикаго) і Sears (продавав через каталог). Вони припинили своє існування після виходу Model T. 1912 року Hupp у США і BSA у Великій Британії вперше застосували суцільнометалеві кузови. 1914 року до них приєднався Dodge (який виробляв кузови для Model T). Проте, пройшло ще 20 років до моменту, коли суцільнометалевий кузов став стандартним.
Приклади автомобілів цього періоду:
- 1908—1927 Ford Model T — найпоширеніший автомобіль цієї епохи. У ньому застосовувалася планетарна передача і педальна система управління. Автомобіль переміг на конкурсі «Автомобіль століття».
- 1909 Morgan Runabout — популярний малолітражний автомобіль. Такий вид автомобілів був більш продаваним, ніж чотиримісний.
- 1910 Mercer Raceabout — вважається першим автомобілем для перегонів, який втілював ентузіазм водія, як і його побратими American Underslung і Hispano-Suiza Alphonso.
- 1910—1920 Bugatti Type 13 — міський та спортивний автомобіль, у якому були втілені передові інженерні розробки та дизайн. Схожими моделями були Type 15, 17, 22 і 23.
- 1917 Mitsubishi Model A — автомобіль, вироблений компанією Mitsubishi, ручної роботи, випущений в обмеженій кількості для японських керівників.

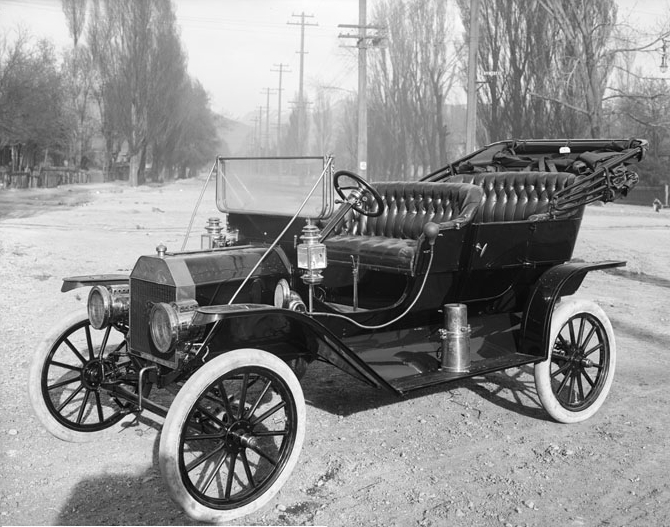
Ford Model T сфотографований у Солт-Лейк-Сіті (1910)
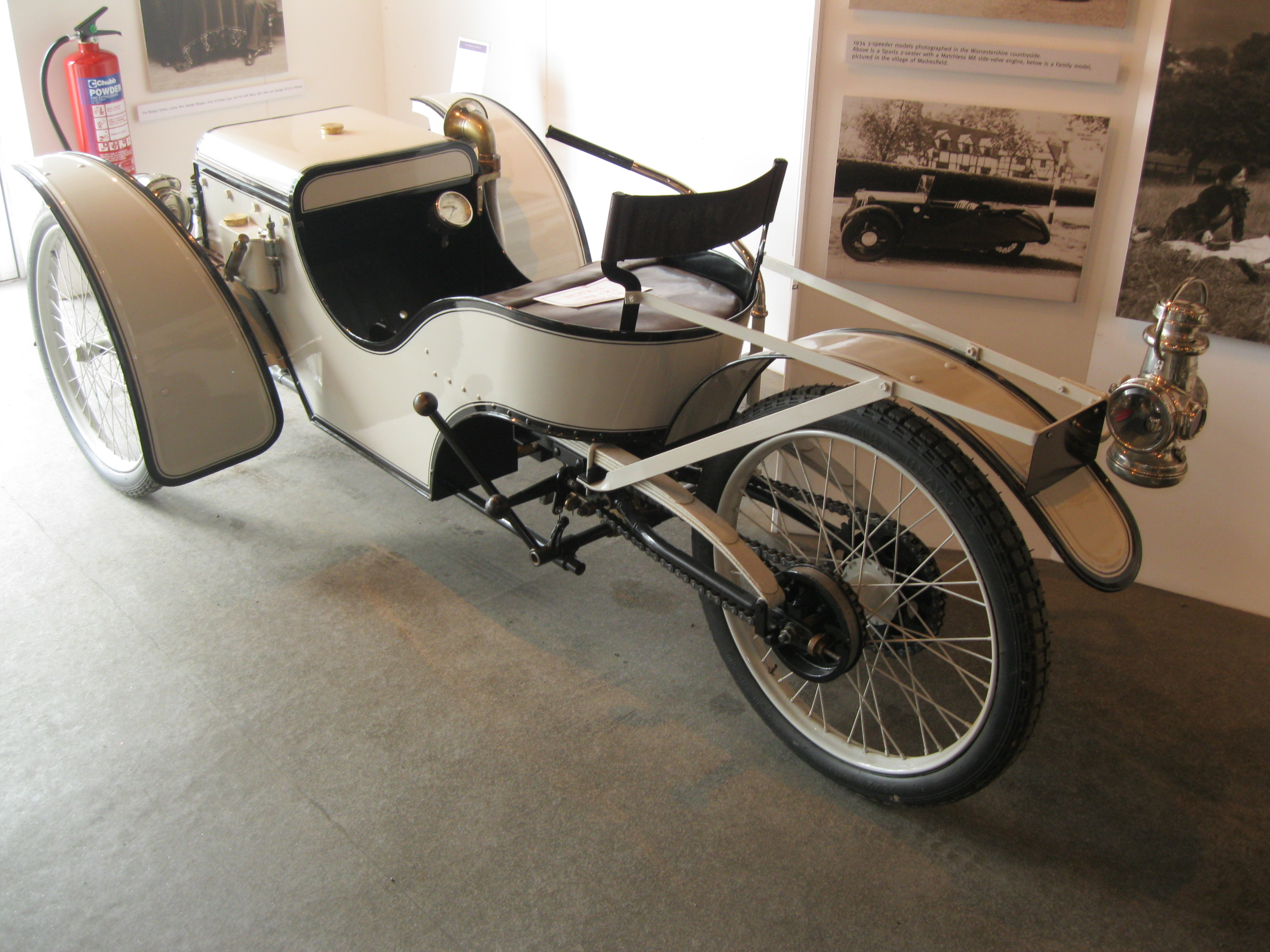
Репродукція Morgan Runabout
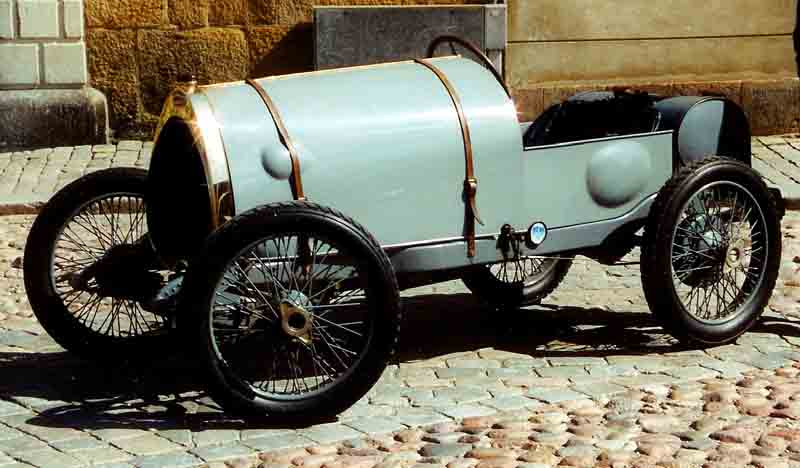
Bugatti Type 13 Brescia (1922)
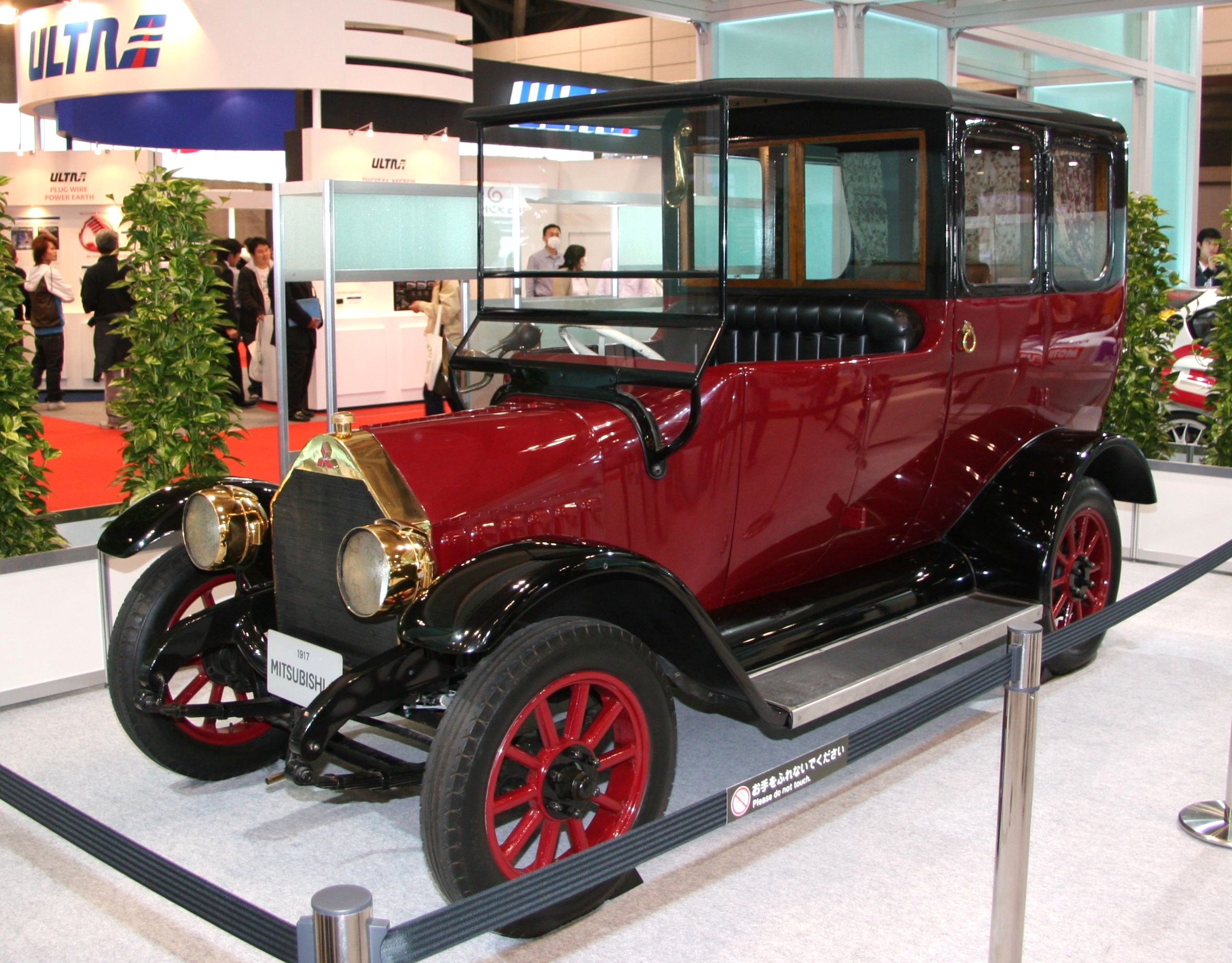
Репродукція Mitsubishi Model A

## Вінтажна епоха
Епоха вінтажних автомобілів тривала з кінця Першої світової війни (1919) і до краху Уолл-стріт (1929). Протягом цього періоду переважали автомобілі з переднім розташуванням двигуна, закритим кузовом і стандартизованим управлінням. 1919 року 90 % автомобілів випускалися з відкритим кузовом; до 1929 р. 90 — із закритим. Тривав і розвиток двигунів внутрішнього згоряння: на вершині лінійки були багатоклапанні двигуни з верхнім розподільним валом, а для надбагатих покупців були розроблені V-подібні восьми-, дванадцяти- і навіть шістнадцятициліндрові двигуни. У цьому ж році Мальком Лоухед (співзасновник Lockheed) винайшов гідравлічні гальма, які були застосовані Duesenberg на їх Model А у 1921 році. Через три роки Германн Рейслер із «Vulcan Motor» винайшов першу автоматичну трансмісію з двоступеневою планетарною коробкою передач, гідротрансформатором і блокувальною муфтою. Ця трансмісія ніколи не виходила у виробництво (подібна до неї стане доступною лише у 1940 році).
Приклади автомобілів цього періоду:
- 1922—1939 Austin 7 — один із широко копійованих автомобілів за всю історію. Ця модель була зразком для всіх автомобілів, від BMW до Nissan.
- 1922—1931 Lancia Lambda — просунутий автомобіль того часу, який вперше використовував тип корпусу монокок та передню незалежну підвіску.
- 1924—1929 Bugatti Type 35 — одна з найуспішніших моделей для перегонів за всю історію автомобілів, яка здобула понад тисячі перемог протягом п'яти років.
- 1925—1928 Hanomag 2/10 PS — ранній представник дизайну автомобілів понтон.
- 1927—1931 Ford Model A (1927—1931) — після довготривалого випуску Model T компанія порвала з минулим та почала нову серію з Model A в 1927 році. Було зібрано понад 4 мільйони автомобілів, що зробило її найпродаванішою моделлю цієї епохи.
- 1930 Cadillac V16 — розроблений на піку вінтажної епохи, кадиллак з V-подібним шістнадцятициліндровим двигуном разом із Bugatti Royale можна розглядати як легендарні розкішні автомобілі епохи.

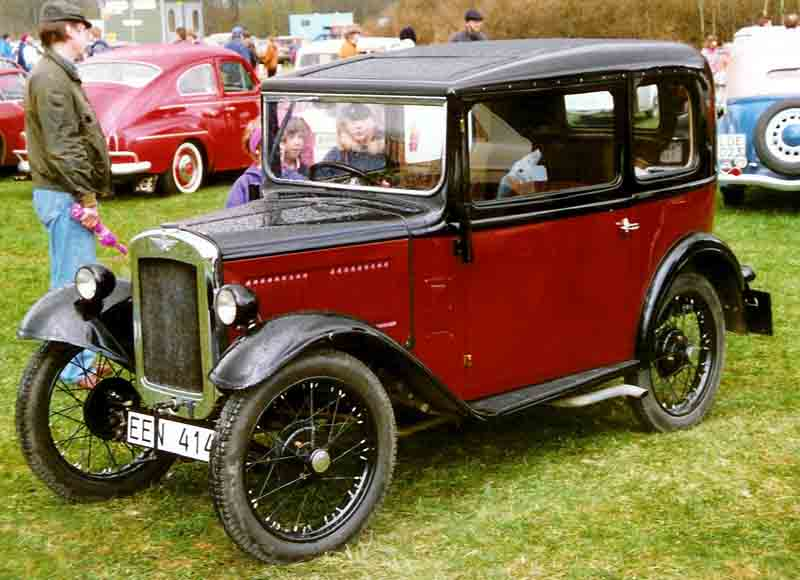
Austin Seven Saloon (1931)
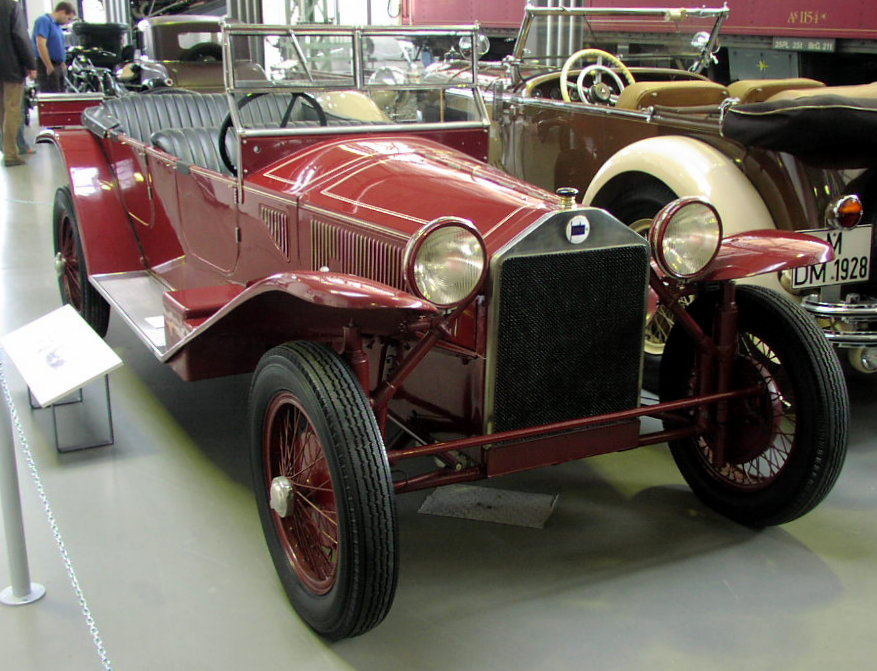
Lancia Lambda (1923)
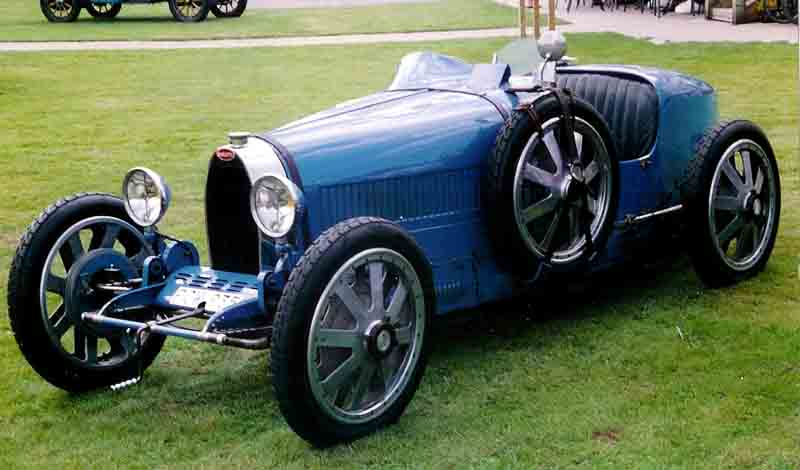
Bugatti Typ 35A (1925)
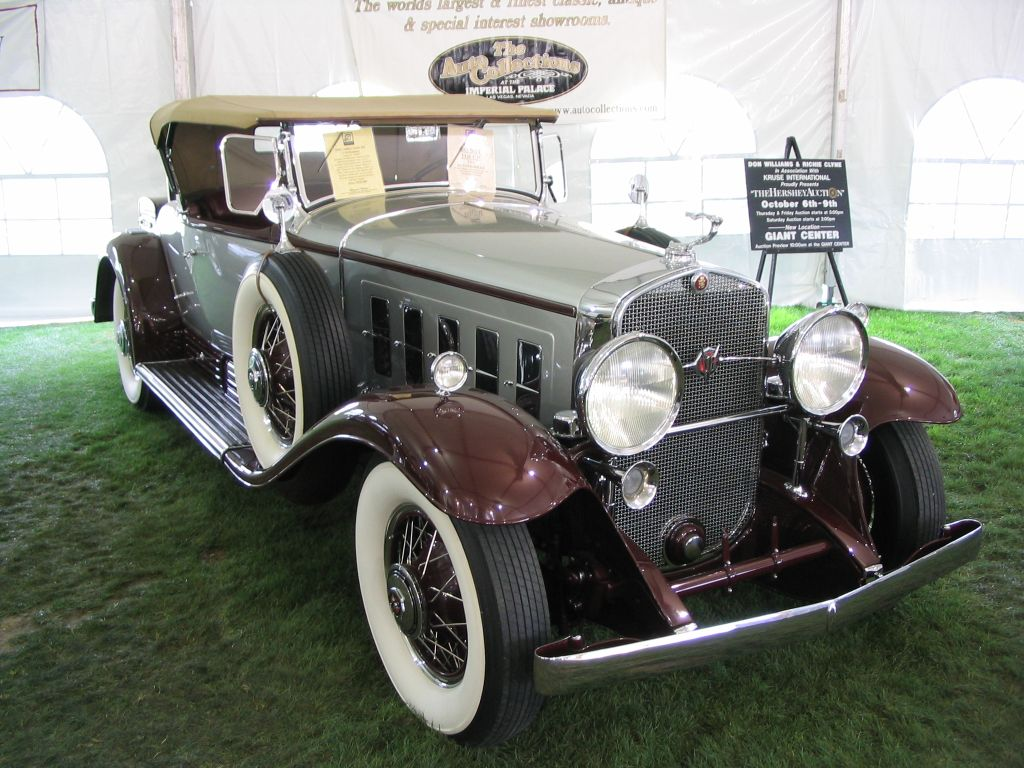
Cadillac V16 (1930)

## Довоєнна епоха
Довоєнна частина класичної епохи почалася з Великої депресії (1930) і закінчилася з відновленням від наслідків Другої світової війни (зазвичай вважають завершився в 1948). Саме в цей період у продажах домінують інтегровані крила і повністю закриті кузови, а нові типи кузовів седан мали в задній частині інтегрований багажник для вантажів. Старі малолітражки, фаетони та турингові автомобілі з відкритим верхом були витіснені до кінця епохи.
До 1930-го року було винайдено більшість з технологій, які використовують у сьогоднішніх автомобілях, хоча деякі речі були «перевинайдені» і приписані комусь іще. Наприклад, передній привод був перевідкритий Андре Сітроен і представлений у Traction Avant у 1934 році, хоча він з'явився кілька років доти, в дорожніх автомобілях, зроблених Alvis і Cord, і в автомобілях для гонок Miller (можливо, з'явився ще в 1897 році). Аналогічно, незалежну підвіску спочатку винайшов Амеде Болле в 1873 році, але вона не потрапила в серійне виробництво до появи малооб'ємного Mercedes-Benz 380 в 1933 році, що змусило популяризувати її на американському ринку. У результаті консолідації і дорослішання автомобільної промисловості до 1930 року кількість виробників автомобілів різко скоротилося, частково завдяки впливу Великої депресії.
Приклади автомобілів цього періоду:
- 1932—1939 Alvis Speed 20 — перший автомобіль з повністю синхронізованою коробкою передач.
- 1932—1948 Ford V8 — вперше застосований потужний двигун V8 з плоскою головкою циліндрів у серійному виробництві автомобілів.
- 1934—1940 Bugatti Type 57 — спеціальний висококласний автомобіль для багатих.
- 1934—1956 Citroën Traction Avant — перший масовий автомобіль з приводом на передні колеса, побудований на несучому(?) кузові.
- 1936—1955 MG T-type — спортивний автомобіль.
- 1938—2003 Volkswagen Beetle («Жук») — задуманий як ефективний і дешевий автомобіль, розроблений ще в нацистській Німеччині. Протягом 60 років було продано понад 20 млн екземплярів з мінімальними змінами базової конструкції, ставши найпродаванішим автомобілем у світі та посів четверте місце на конкурсі «Автомобіль століття».
- 1936—1939 Rolls-Royce Phantom III — була останньою довоєнною моделлю та використовувала двигун V12.

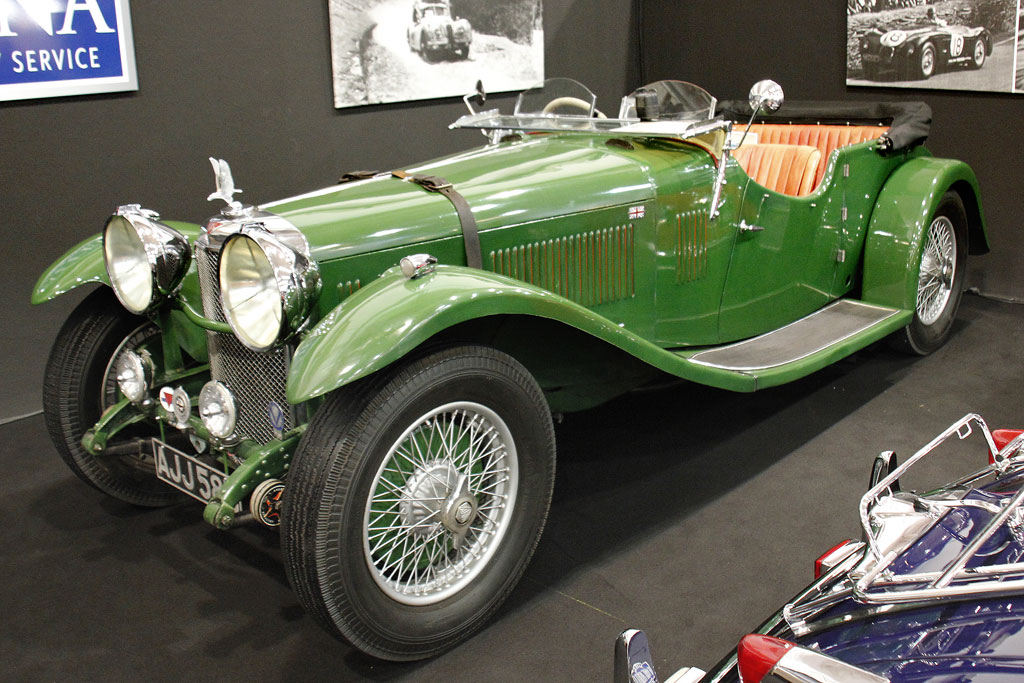
Alvis Speed 20 (1933)
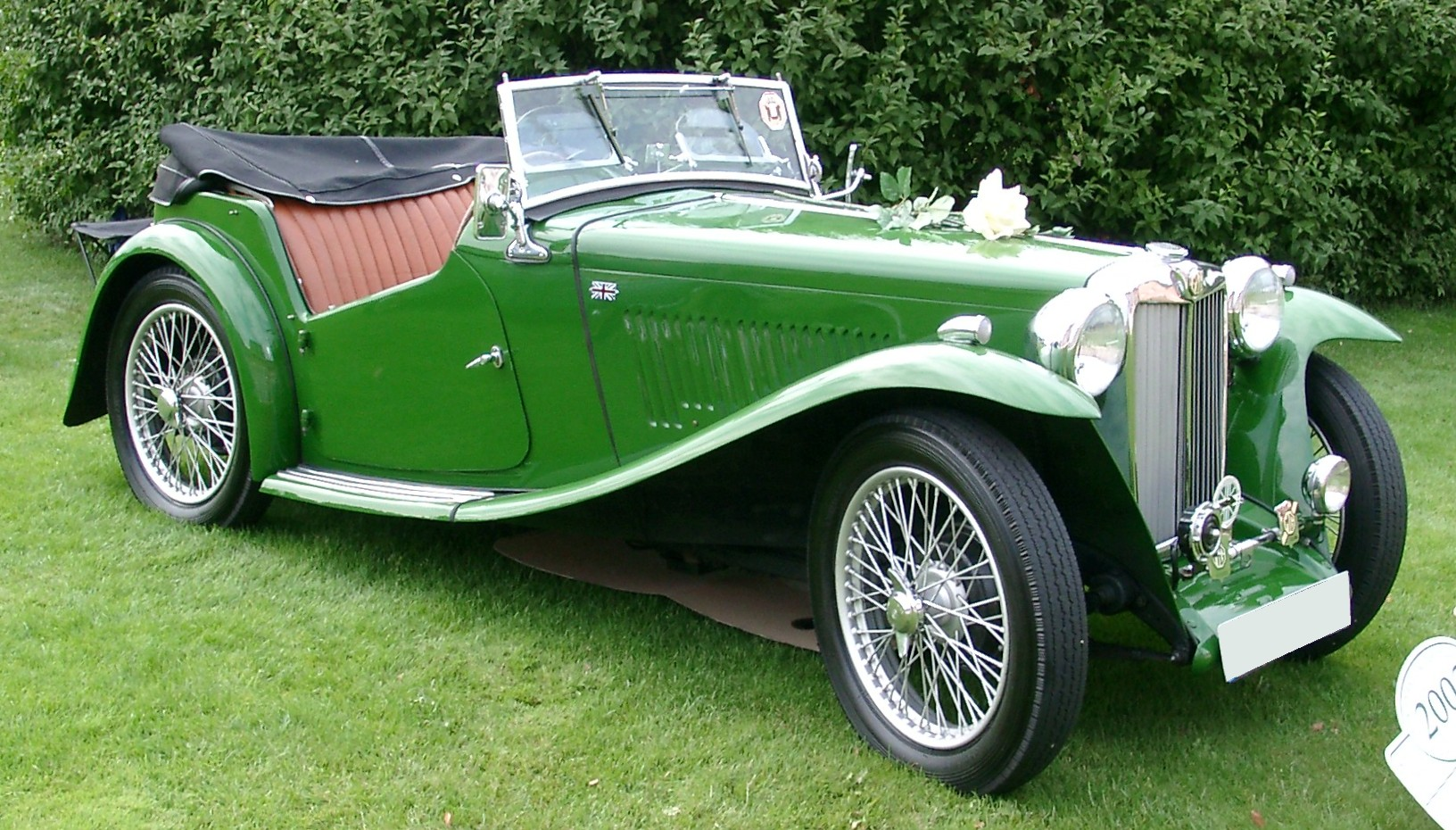
MG T-type (1938)
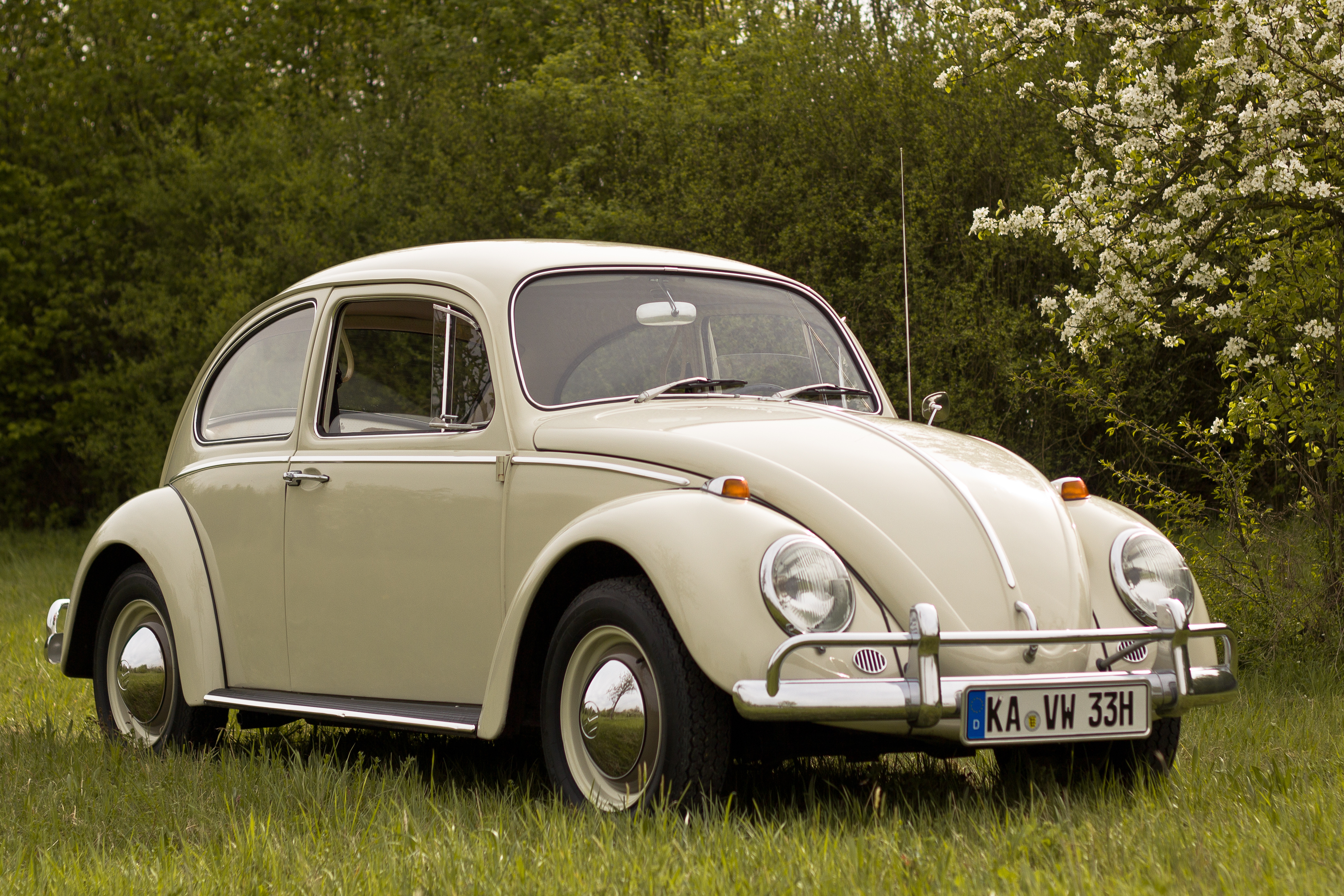
Volkswagen Käfer (1966)
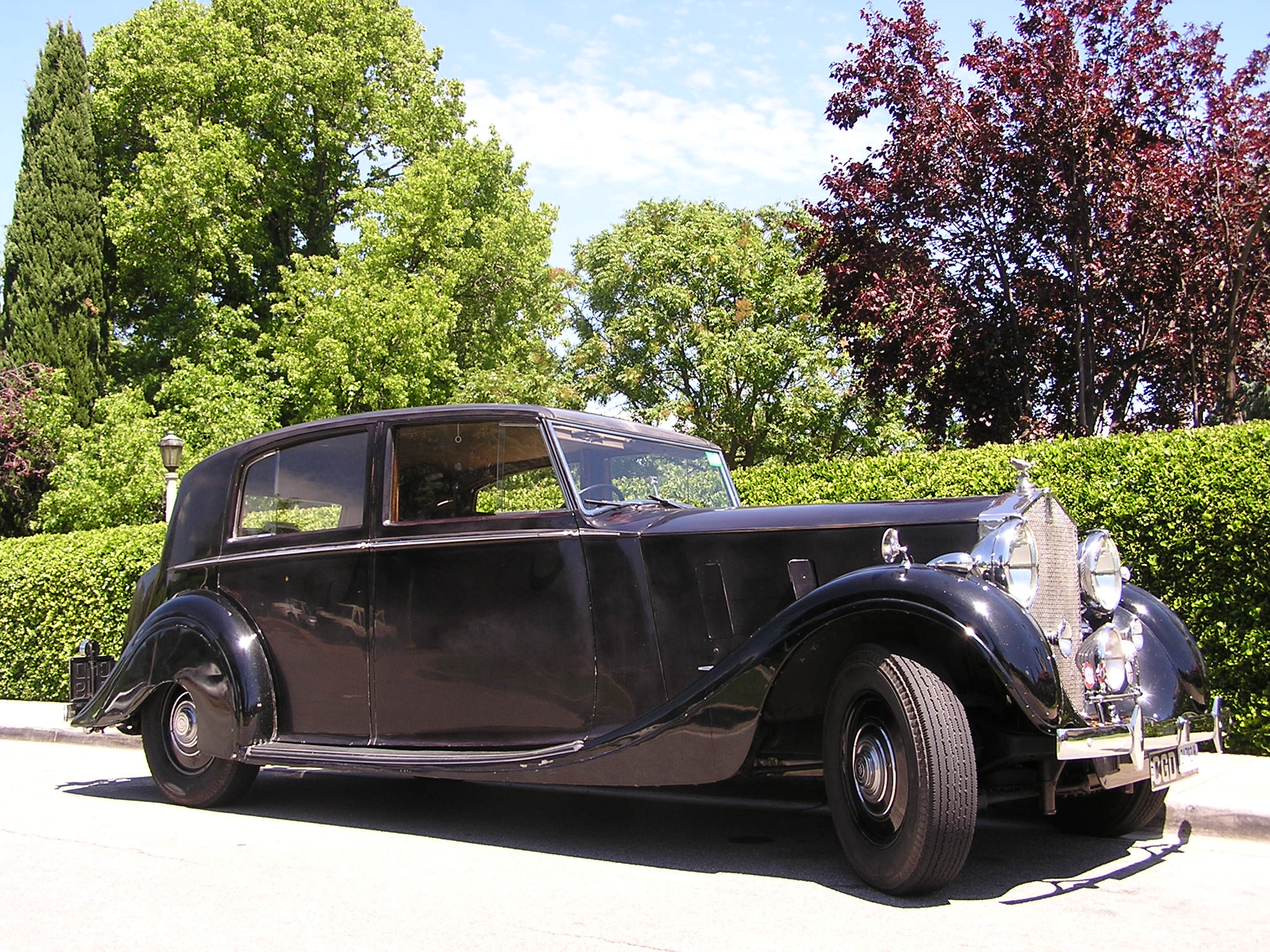
Rolls-Royce Phantom III (1936)

## Післявоєнна епоха
Після Другої світової війни автомобільний дизайн пережив революційні зміни в типі кузовів понтон (без виступаючих крил та їх рудиментів, підніжок і фар), а першими представниками були радянський ГАЗ-М20 «Побєда» (1946), британський Standard Vanguard (1947), американські Studebaker Champion та Kaiser (1946), чеська Tatra 600 (1946) та італійська Cisitalia 220 (1947).
Автомобілебудування остаточно оговталося від наслідків війни в 1949 році, коли в США були показані висококомпресійний двигун V8 і нові кузови від марок General Motors, Oldsmobile та Cadillac. У Великій Британії на автомобільний ринок вийшли такі автомобілі як Morris Minor (1948) і Rover P4 (1949), Ford Consul (1959). В Італії Енцо Феррарі почав випуск серії 250, а Lancia випустив революційну модель Lancia Aurelia з двигуном V6.
Протягом 1950-х збільшувалась потужність двигуна та швидкість транспорту, конструкції ставали інтегрованішими, а автомобілі поширювалися в усьому світі. Автомобілі Mini Алека Іссігоніса і Fiat Nuova 500 поширилися на всю Європу, в той час як в Японії популярними були подібні Кей-кари. Volkswagen Beetle зміг пережити гітлерівську Німеччину та здобув масштабну популяцію у своєму світі. Також новий клас псевдоспортивного автомобілів Gran Turismo (GT), як і серія Ferrari America, стала популярною спочатку в Європі, а потім і у світі. 1950 року в США була представлена нова модель компактного автомобіля Nash Rambler. 1957 року випускався розкішний Cadillac Eldorado Brougham з хромованими накладками та дахом з нержавіючої сталі.
Після 1960-х років ринок значно змінився, оскільки виробники «великої трійки» зустрілися з іноземною конкуренцією. Європейські виробники впроваджували все новіші технології, а Японія заявила про себе як серйозного автовиробника (Toyota Corolla, Toyota Corona, Nissan Sunny, Nissan Bluebird). General Motors, Chrysler і Ford намагалися випускати маленькі автомобілі, на кшталт GM А, але не досягли успіху. У міру консолідації ринку великими компаніями, такими як British Motor Corporation, США і Велику Британію захлеснув пов'язаний імпорт і випуск «нових» автомобілів шляхом заміни шильдика. Революційний маленький Mini від BMC, вперше випущений в 1959 р. захопив істотну частку продажів у всьому світі. Mini продавалися під торговими марками Morris і Austin до тих пір, поки Mini не став самостійним брендом в 1969 р. З поглинанням нішевих виробників на зразок Мазераті, Феррарі і Лянча більшими виробниками, тенденція корпоративного укрупнення дісталася і до Італії. До кінця десятиліття кількість автомобільних брендів сильно скоротилася.
1970-ті роки стали бурхливими для автомобільної промисловості. Після нафтової кризи у 1973 році, посилився контроль за викидів транспортних засобів та безпеки, збільшився експорт від європейських та японських виробників, а також виросла інфляція та відбувся економічний застій у багатьох країнах світу. Наприкінці 70-х років марки Cadillac і Лінкольн мали найкращі продажі. Невеликі машини з високою енергооснащеністю від BMW, Toyota і Nissan зайняли місце автомобілів з США та Італії, оснащених великими двигунами. Також збільшилося виробництво повнопривідних позашляховиків. Популярним типом кузова став універсал.
Наприкінці XX століття «Велика трійка» (GM, Ford і Chrysler) частково втратили своє лідерство. Японія на деякий час стала світовим виробником автомобілів та постачала їх в Азію, Східну Європу та інші країни.
Приклади післявоєнних автомобілів:
- 1946—1958 ГАЗ-М20 «Побєда» — радянський легковий автомобіль, практично перший у світі багатосерійний автомобіль з кузовом понтонного типу.
- 1947—1958 Standard Vanguard — британський автомобіль масового виробництва з кузовом понтонного типу.
- 1948—1971 Morris Minor — типовий післявоєнний автомобіль, який продавався в усьому світі.
- 1953—1971 Chevrolet Bel Air і 1953—2002 Cadillac Eldorado Brougham — перші автомобілі з кузовом плавникового типу.
- 1955—1976 Citroën DS — популярний автомобіль з аеродинамічним дизайном та інноваційними технологіями, посів третє місце на конкурсі «Автомобіль століття».
- 1959—2000 Mini — найпопулярніший невеликий інноваційний автомобіль, випускався протягом чотирьох десятиліть, посів друге місце на конкурсі «Автомобіль століття».
- 1961—1975 Jaguar E-Type — класичний спортивний автомобіль, за рейтингом Daily Telegraph вважається найкрасивішою машиною за весь час.
- 1963—1989 Porsche 911 — популярний спортивний автомобіль, посів п'яте місце на конкурсі «Автомобіль століття».
- 1964—н.ч. Ford Mustang — культова модель, яка стала однією з найпродаваніших і найбажаніших автомобілів епохи.
- 1966—кінець XX століття Fiat 124 — італійський автомобіль, який по ліцензії вироблявся у багатьох інших країнах, у тому числі Радянський Союз (ВАЗ-2101)
- 1967 NSU Ro 80 — перша спроба зробити масовий автомобіль з роторним двигуном, який так і не знайшов широкого поширення; основний клиноподібний профіль цього автомобіля часто копіювався в наступні десятиліття, на відміну від двигуна Ванкеля.
- 1969 Datsun 240Z — один із перших спортивних автомобілів японського виробництва, став хітом в Північній Америці, дав майбутнє японському автомобілебудуванню. Він був доступний, якісно зроблений, мав успіх, як в автосалоні, так і на трасі.
- з 1970 Range Rover — один з представників дорогих популярних позашляховиків.
- з 1984 Renault Espace — перший однооб'ємний автомобіль.
- 1989—1999 Pontiac Trans Sport — один з перших і яскравих представників однооб'ємних автомобілів.

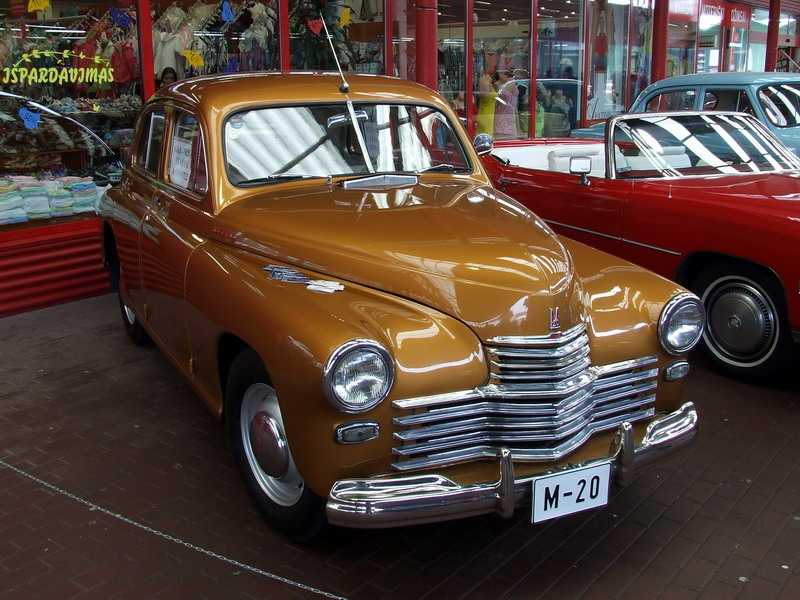
ГАЗ-М20 «Побєда» (1946)
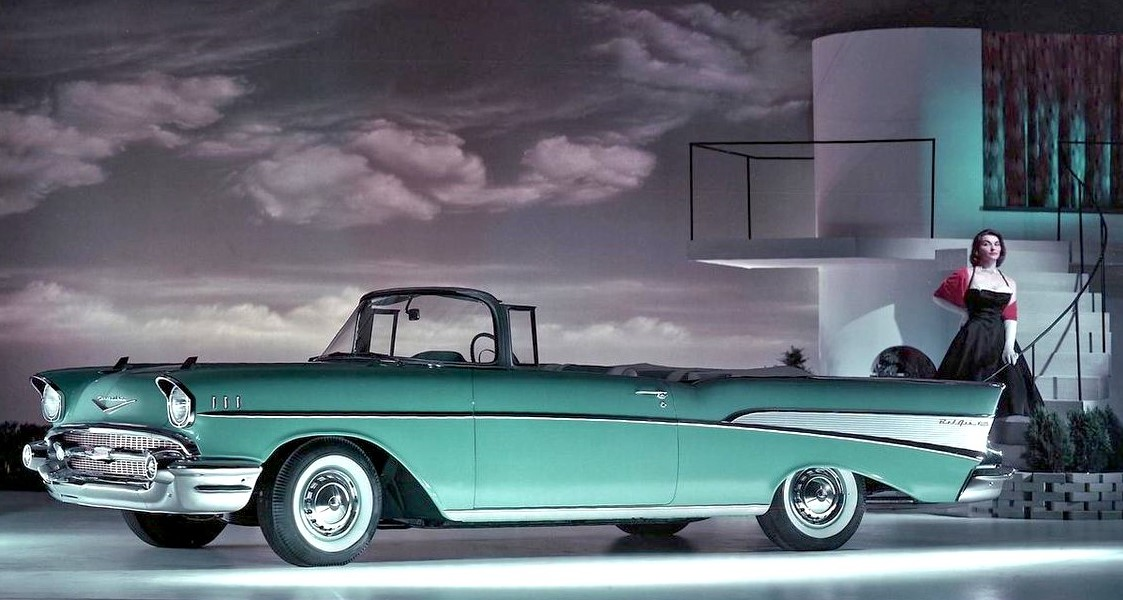
Chevrolet Bel Air (1957)
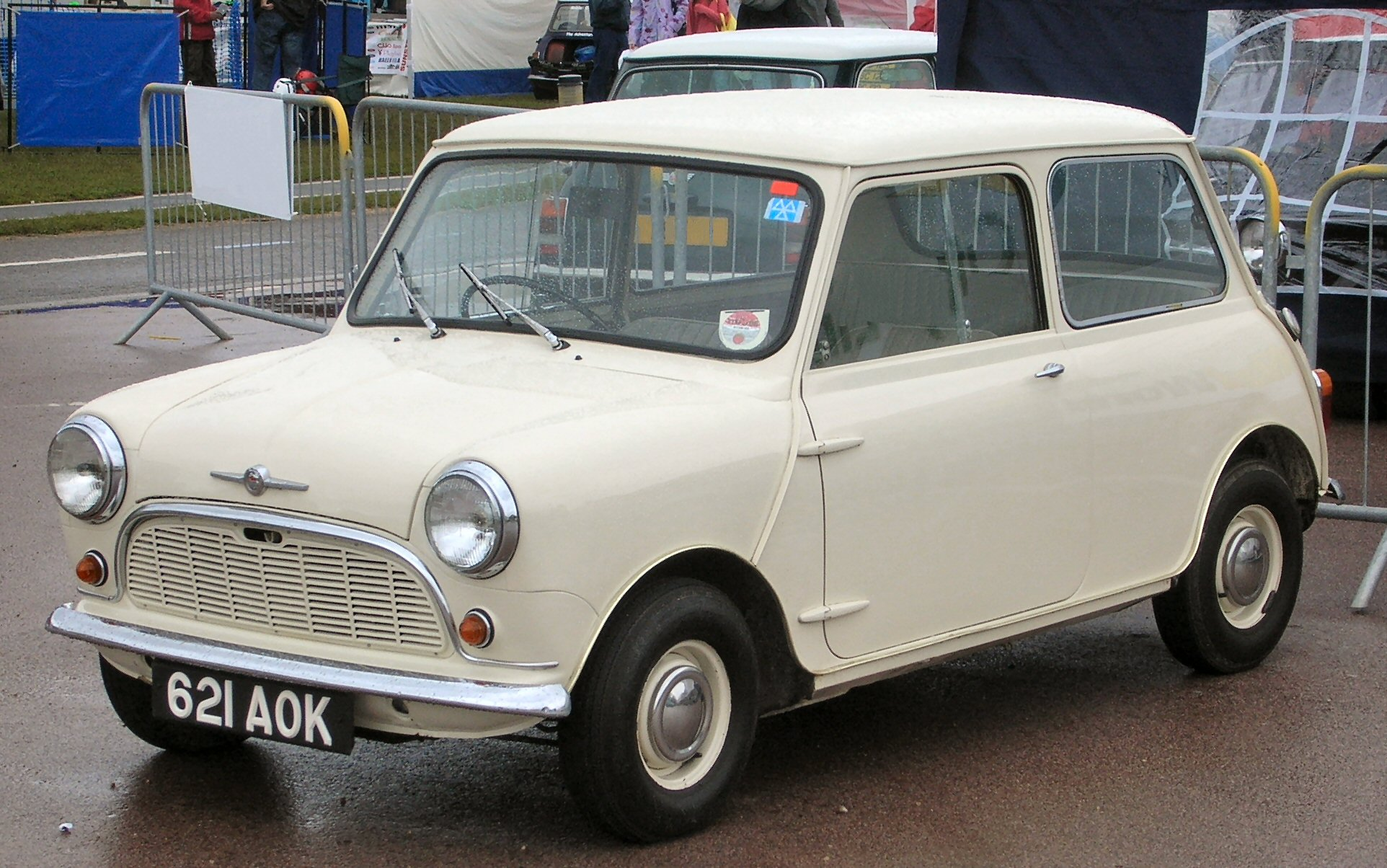
Mini (1959)
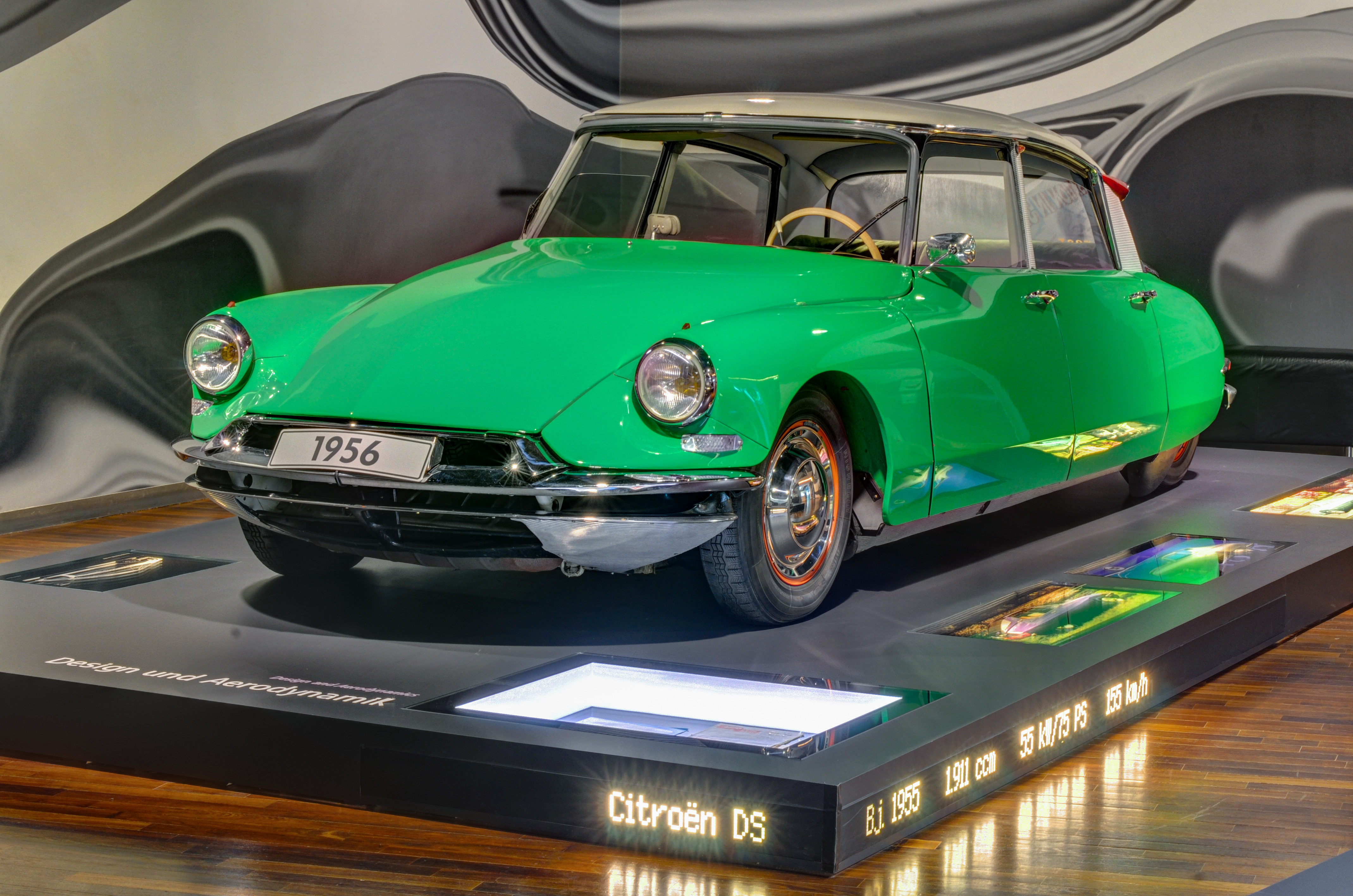
Citroën DS (1956)

## Сучасна епоха
Зазвичай сучасну епоху визначають як 25 попередніх, від сьогоднішнього, років. Проте, є деякі технічні і конструктивні аспекти, які відрізняють сучасні автомобілі від антикваріату. У сучасній ері швидко зростала стандартизація автомобілів, використання спільної платформи та система автоматизованого проєктування. Тому за останні роки з'являються нові впровадження технологій, відбувається популяризація та розвиток винайдених, або ж перевинайдення чи повернення до старих технологій.
До найважливіх тенденцій світового автомобілебудування на початку XXI століття можна віднести особливу увагу до поліпшення екологічних та економічних показників ДВС (каталітичні нейтралізатори і дизелі нового покоління, нові типи палив, включаючи біопаливо), створення гібридних систем (ДВС + електромотор + акумулятор), підвищенню рівня безпеки, поліпшення ходових якостей (повний привід, електронні системи допомоги водінню), «інтелектуалізації» автомобіля в цілому.
Деякими особливо примітними розробками в сучасну епоху стали широке поширення переднього і повного приводу, впровадження дизельного двигуна і повсюдне використання вприскування палива. Хоча все з перерахованого було вперше застосовано раніше, вони настільки домінують на сучасному ринку, що досить просто упустити їх значення. Практично всі сучасні пасажирські автомобілі мають несучий(?) кузов, передній привід і поперечне розташування двигуна, однак такий дизайн ще в 60-х розглядався як радикально новаторський.
У сучасну епоху змінилися і кузови. Сьогодні на ринку домінують три типи кузова: хетчбек, мінівен і SUV, незважаючи на те, що це відносно нові концепції. Всі три типи спочатку створювалися як практичні кузови, але перетворилися в сучасні потужні люксові кросовери SUV і спортивні універсали. Зростання популярності вантажно-пасажирських автомобілів (пікапів) у США і SUV в усьому світі змінив вигляд автопарку. Сьогодні ці «вантажівки» займають більше половини світового автомобільного ринку.
У сучасну епоху швидко зросла також паливна ефективність і потужність двигунів. Як тільки проблема шкідливих викидів, що виникла в 70-ті була вирішена за допомогою комп'ютерних систем управління двигуном, потужність останніх стала швидко зростати. У 1980-ті потужний спортивний автомобіль міг розвивати 200 к.с. (150 кВт). Лише через 20 років такої потужністю в своєму розпорядженні середній пасажирський автомобіль, а деякі енергоозброєність моделі пропонуються з двигунами втричі потужніший.
Приклади сучасних автомобілів:
- з 1966 Toyota Corolla — простий невеликий японський седан, який став найпродаванішою (в тому числі і в XXI ст.) за весь час моделлю фірми.
- з 1970 Range Rover — перша спроба поєднати розкішний і повнопривідний автомобіль загального призначення, оригінальний «SUV». Популярність оригінального Range Rover Classic була настільки висока, що нову по конструкції і дизайну його версію випустили тільки в 1994 році.
- з 1973 Mercedes-Benz S-Class — електронна АБС, додаткові обмежують подушки безпеки, преднатяжители ременів безпеки і електронна протибуксувальну системи все були вперше застосовані на S-клас. Пізніше ці опції стануть стандартом автомобільної промисловості.
- з 1975 BMW 3 Серії — серія 3 входила до щорічного списку найкращих 10 автомобілів року журналу Car and Driver 17 разів, що є найтривалішим безперервним періодом перебування в цьому списку.
- з 1977 Honda Accord — цей японський седан став найпопулярнішою машиною в США в 1990-ті, поваливши з п'єдесталу Ford Taurus і підготувавши ґрунт для сучасних азійських седанів верхньої цінової категорії.
- 1981—1989 Dodge Aries і Plymouth Reliant — автомобілі платформи «К», яка дозволила вижити Крайслера як великому автовиробникові. Ці моделі стали одними з перших успішних передньопривідних, економічних компактних американських автомобілів.
- з 1983 Dodge Caravan — двохоб'ємні мінівени, які майже витіснили з ринку універсали і випередили появу сучасних кросоверів.
- з 1986 Ford Taurus — цей середньорозмірний передньопривідний седан домінував на американському ринку наприкінці 1980-х і зробив революцію дизайну автомобілів у Північній Америці.

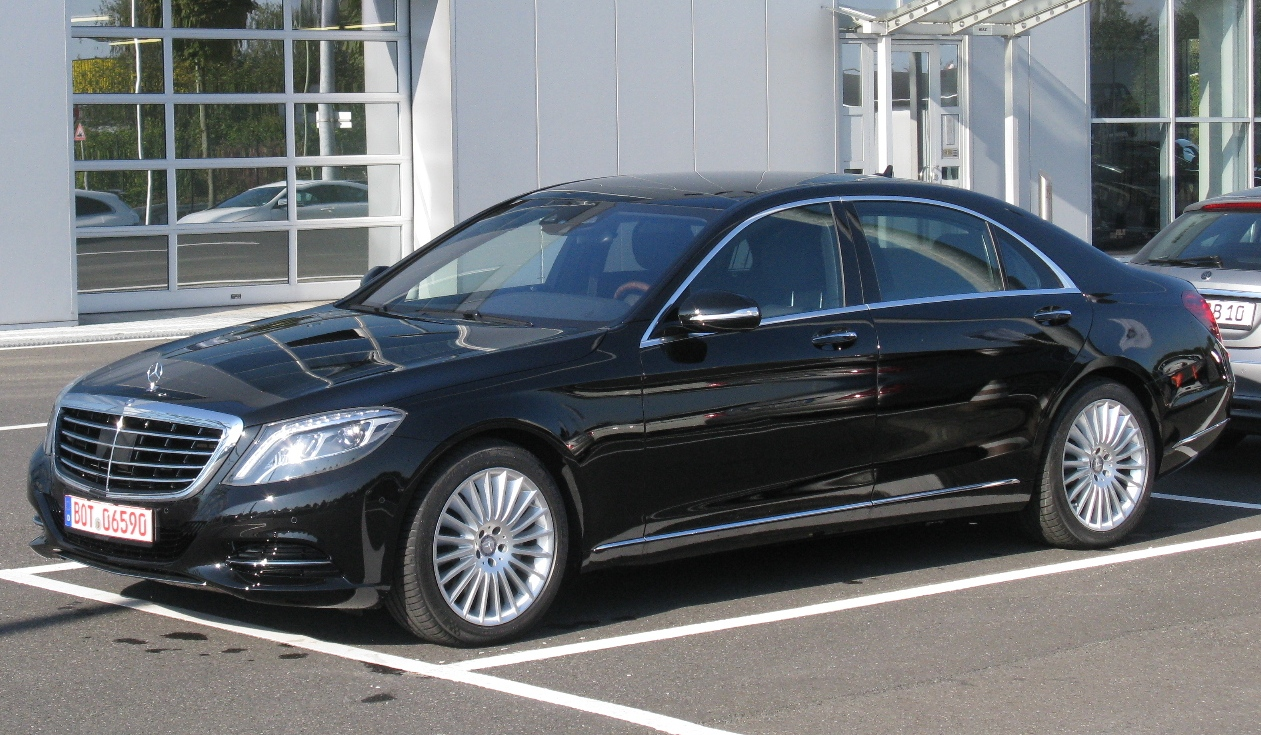
Mercedes-Benz S Class W222 (2013)

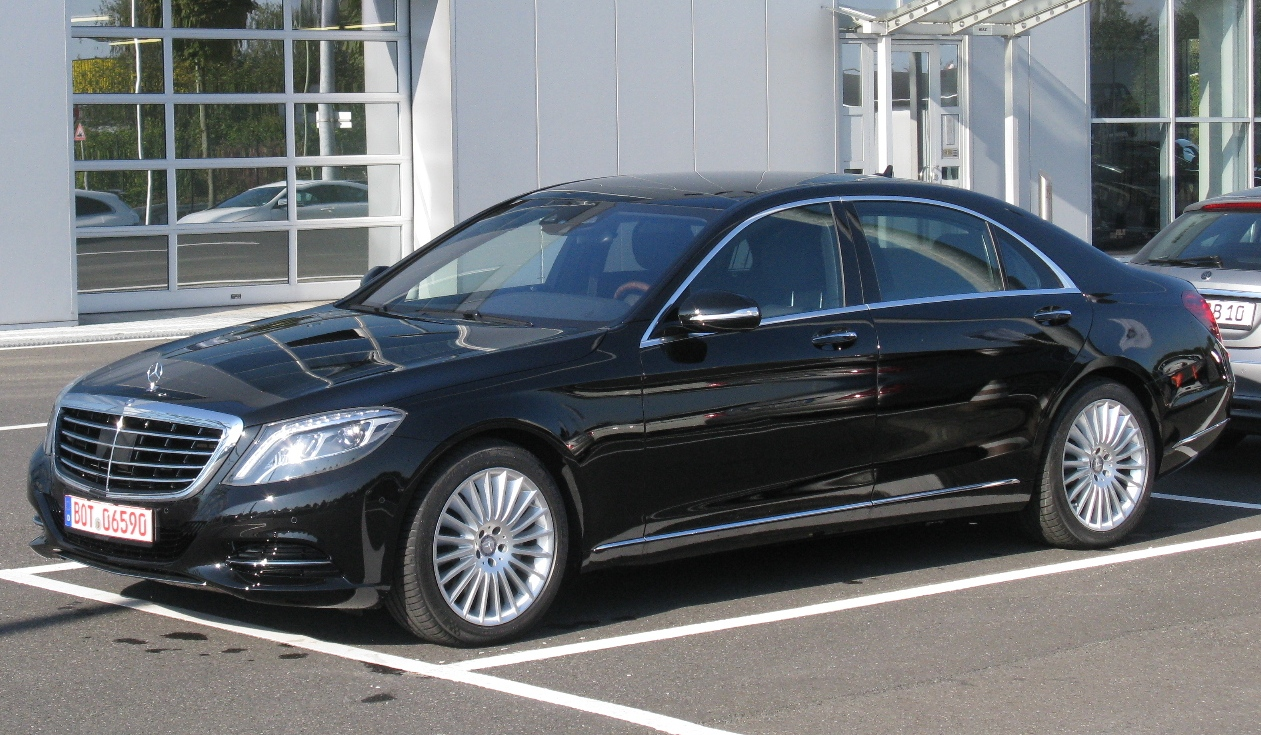
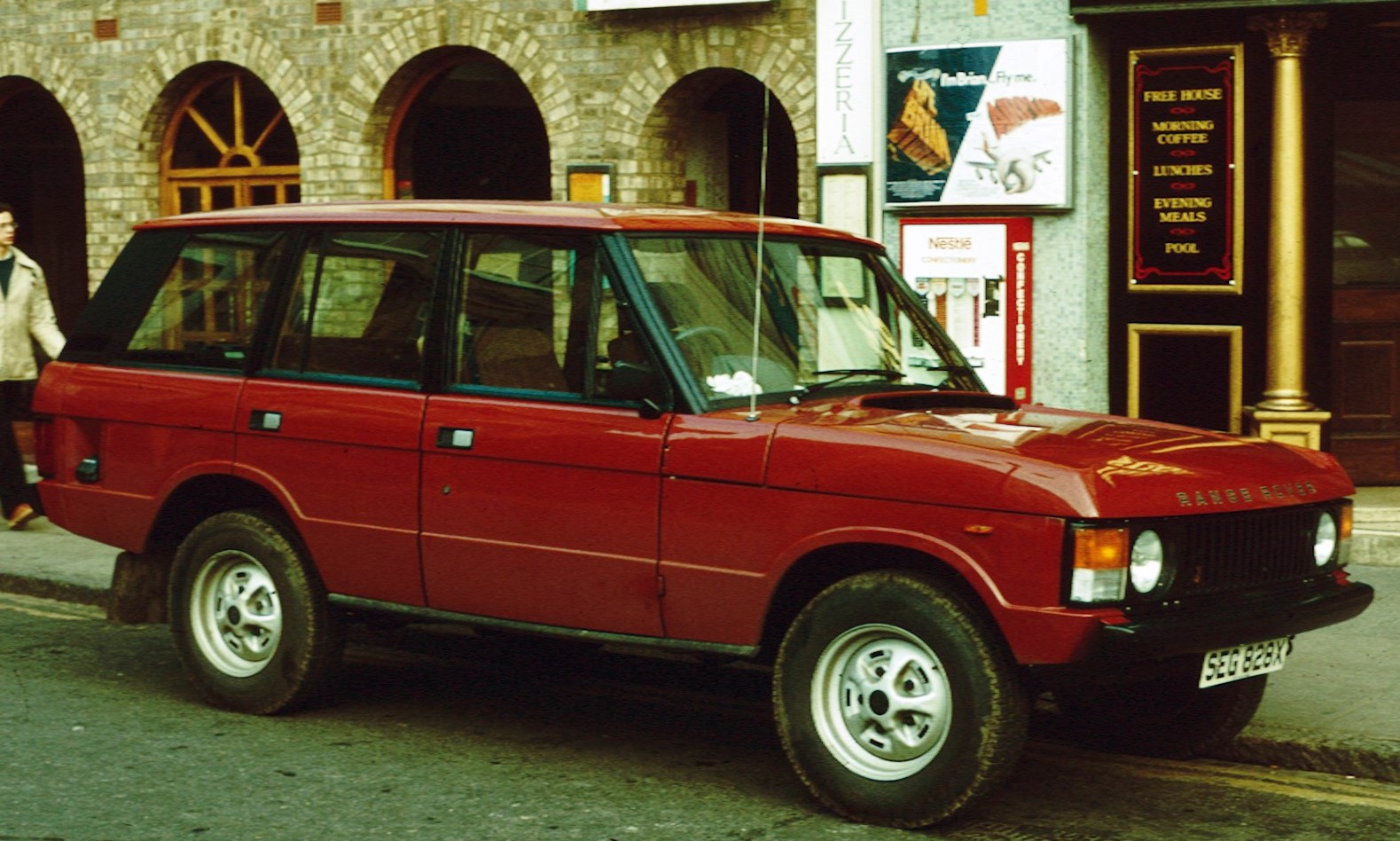
Range Rover 4 (1981)
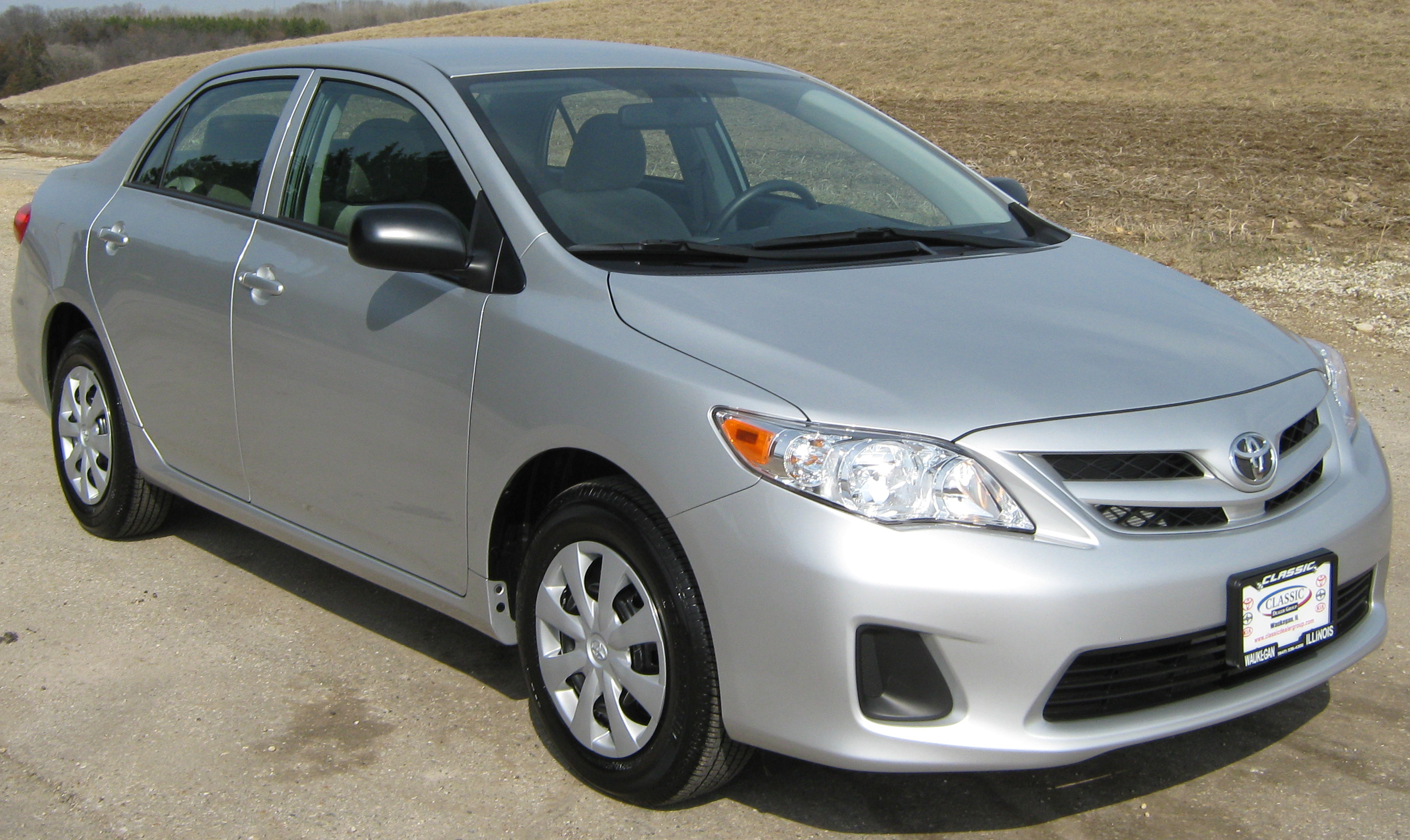
Toyota Corolla (2011)
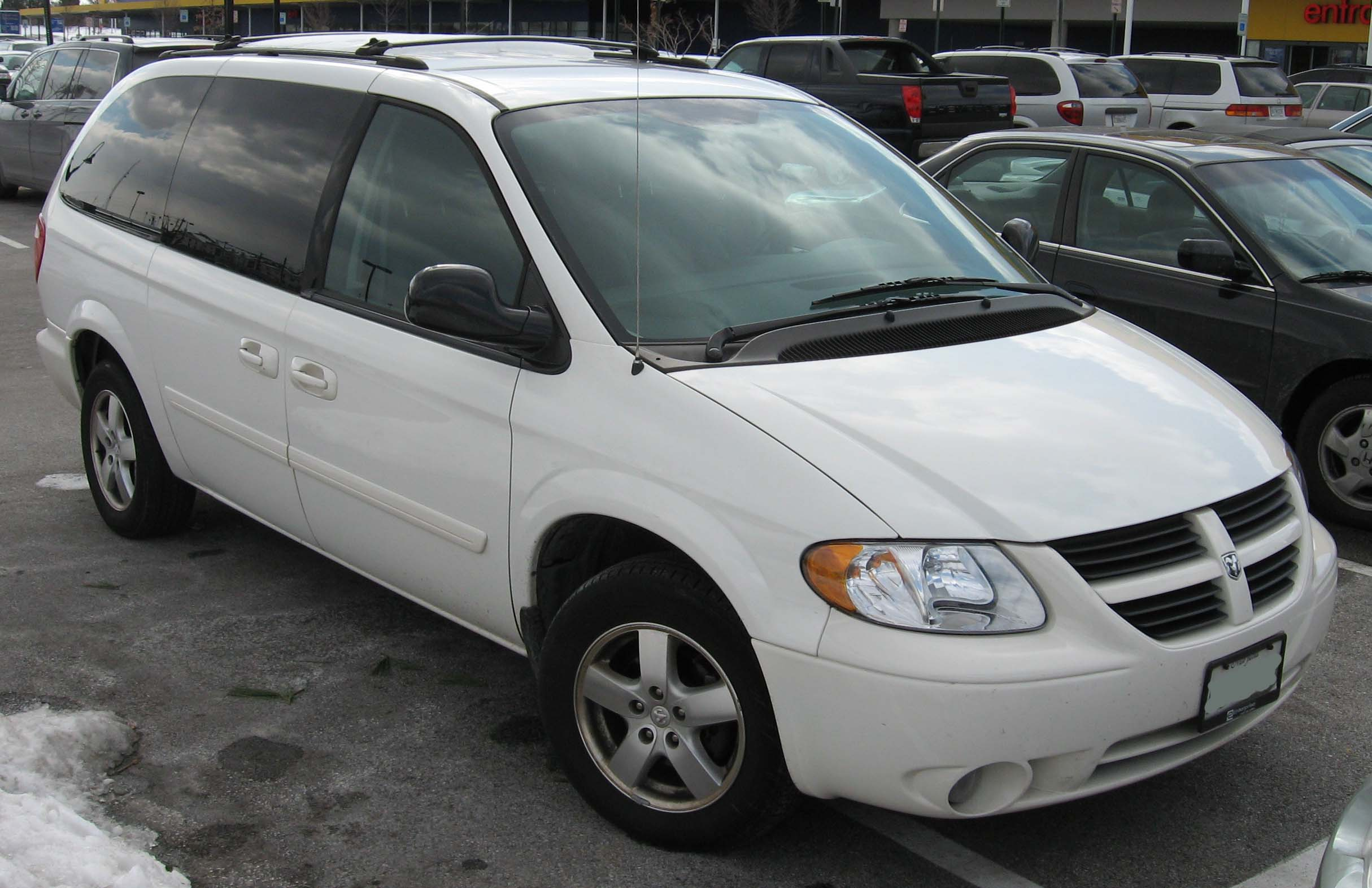
Dodge Grand Caravan (2005)

## Див.також
- Список автовиробників України
- Історія українського автомобіля
- Електромобілі в Україні
- Список саморобних автомобілів УРСР і України